# Station Utrecht Centraal

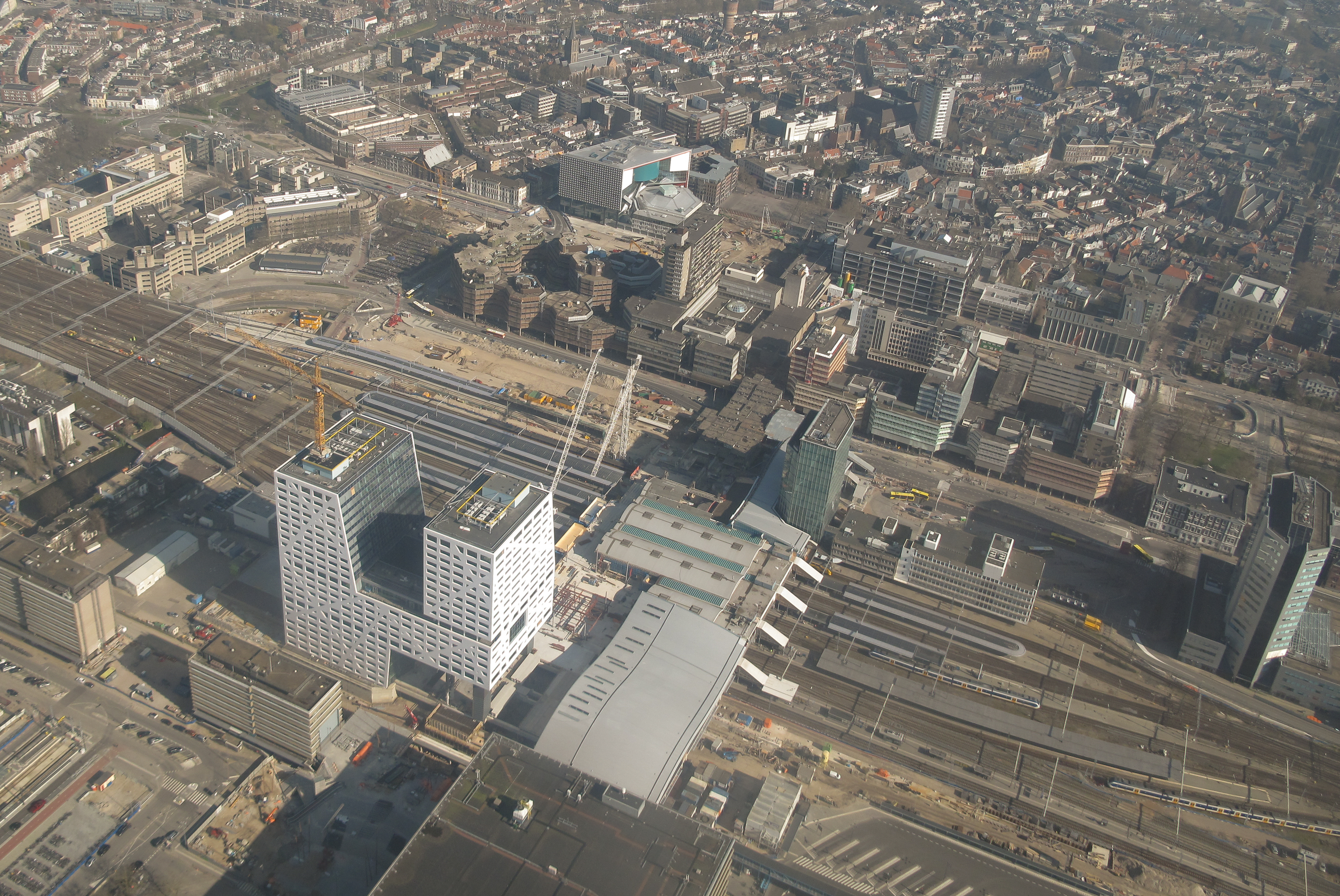
Luchtfoto van Station Utrecht Centraal met zowel een oud, toen nog te slopen, deel uit 1989 als een nieuwbouwdeel uit 2013, gezien vanuit het zuidwesten; 9 maart 2014

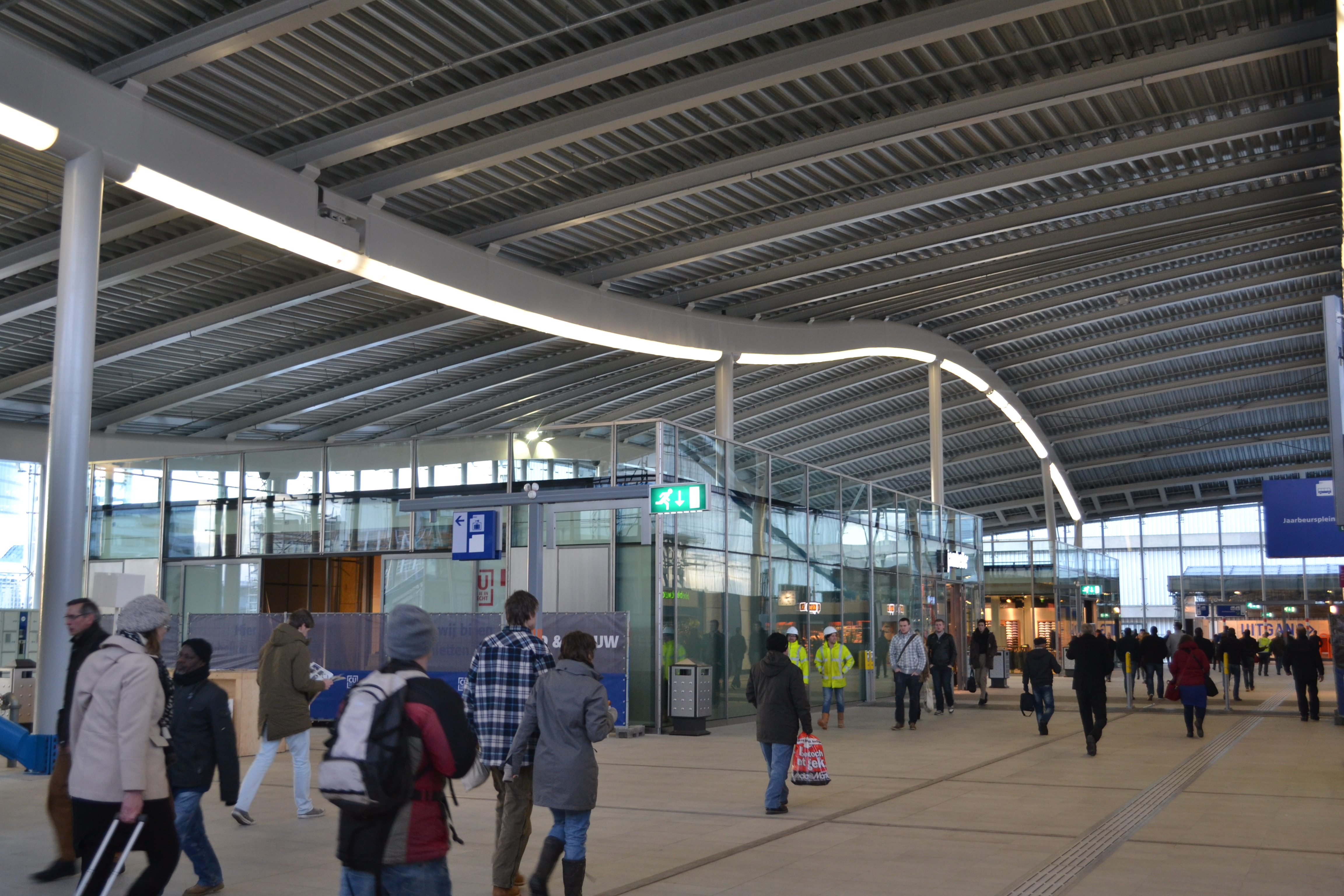
Het eerste deel van de nieuwe stationshal van Utrecht Centraal, een week na de opening op 3 februari 2013

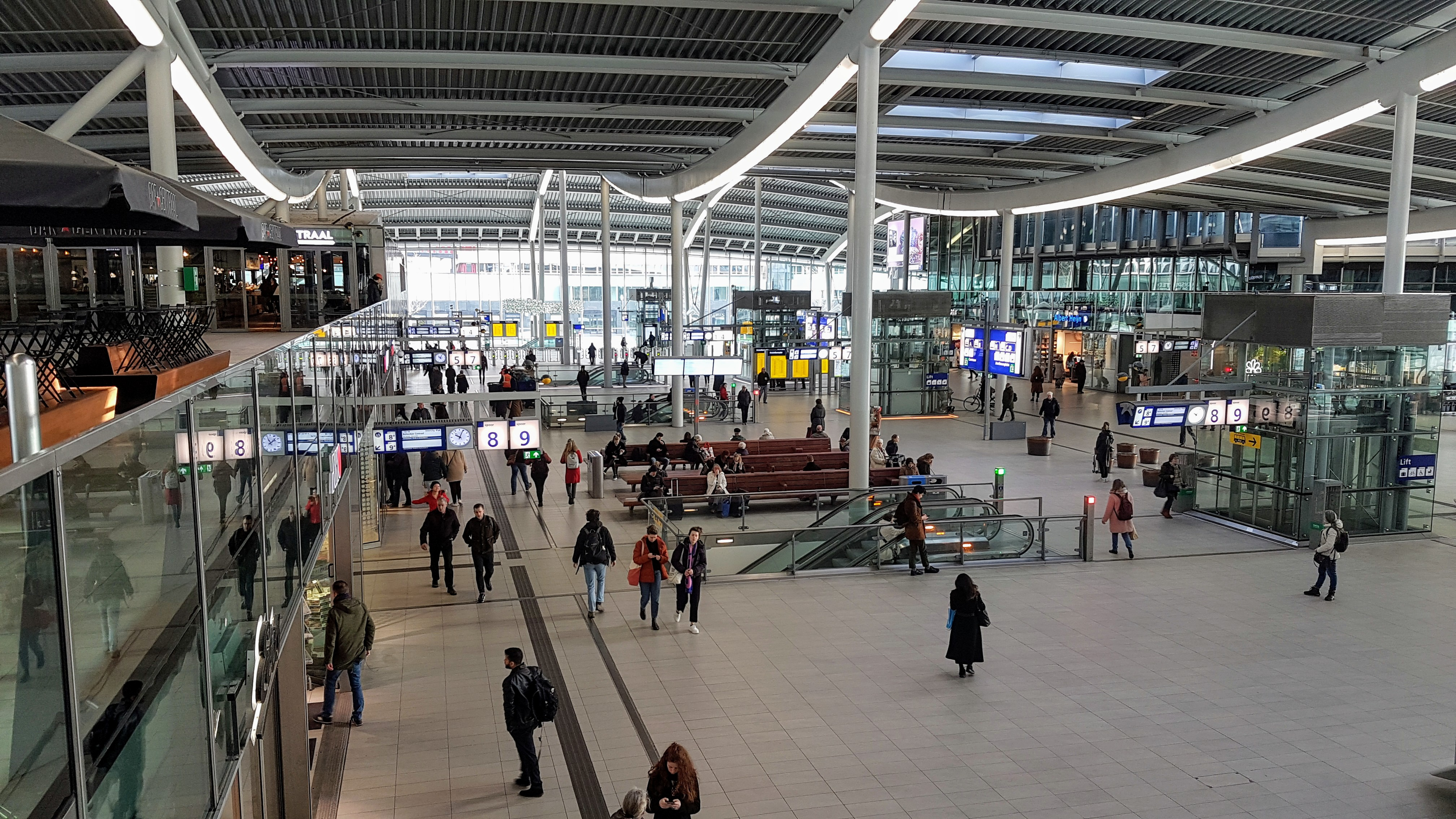
Zicht op de hal vanaf de trap naar de eerste verdieping

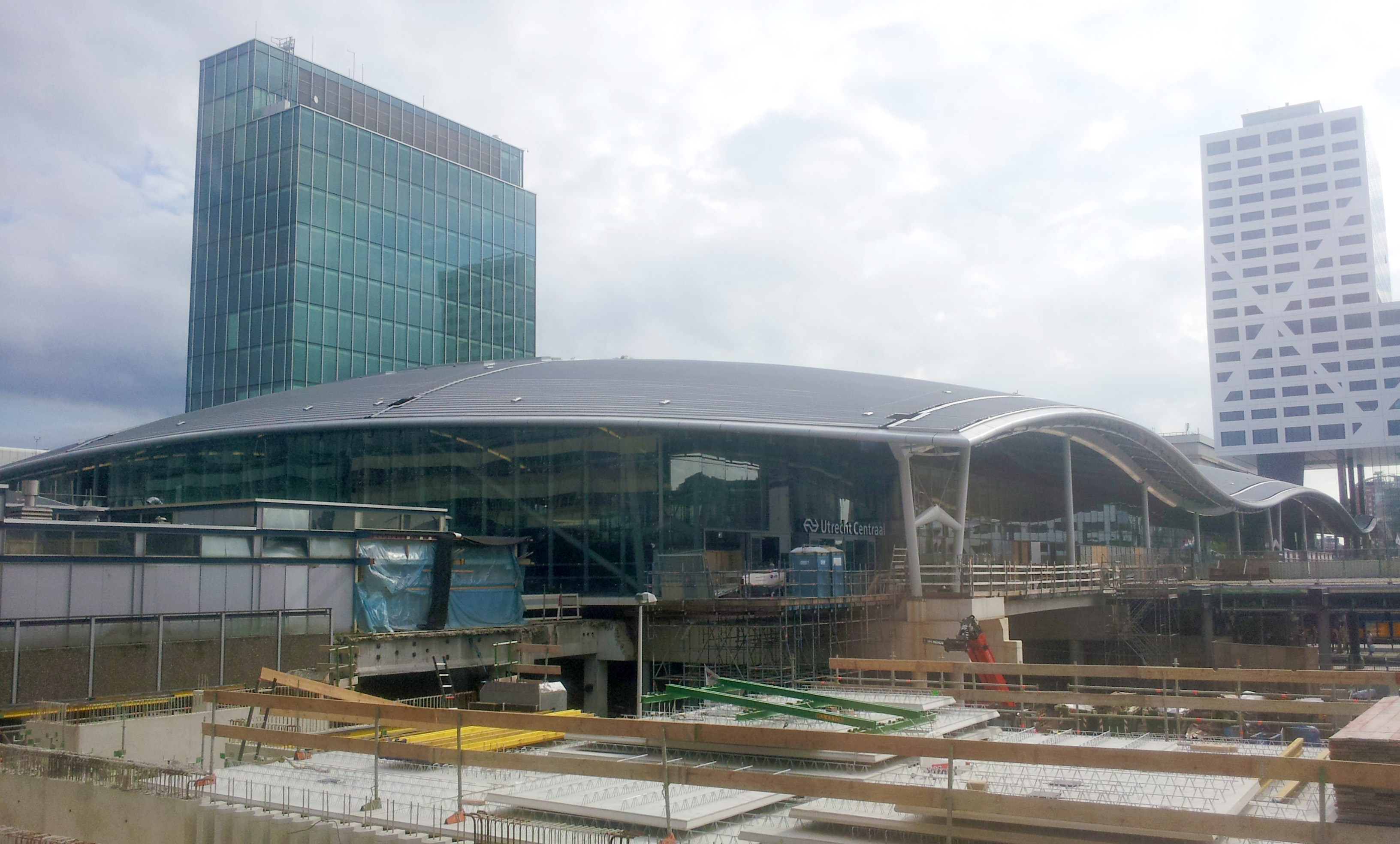
Juli 2015, tijdens de bouw

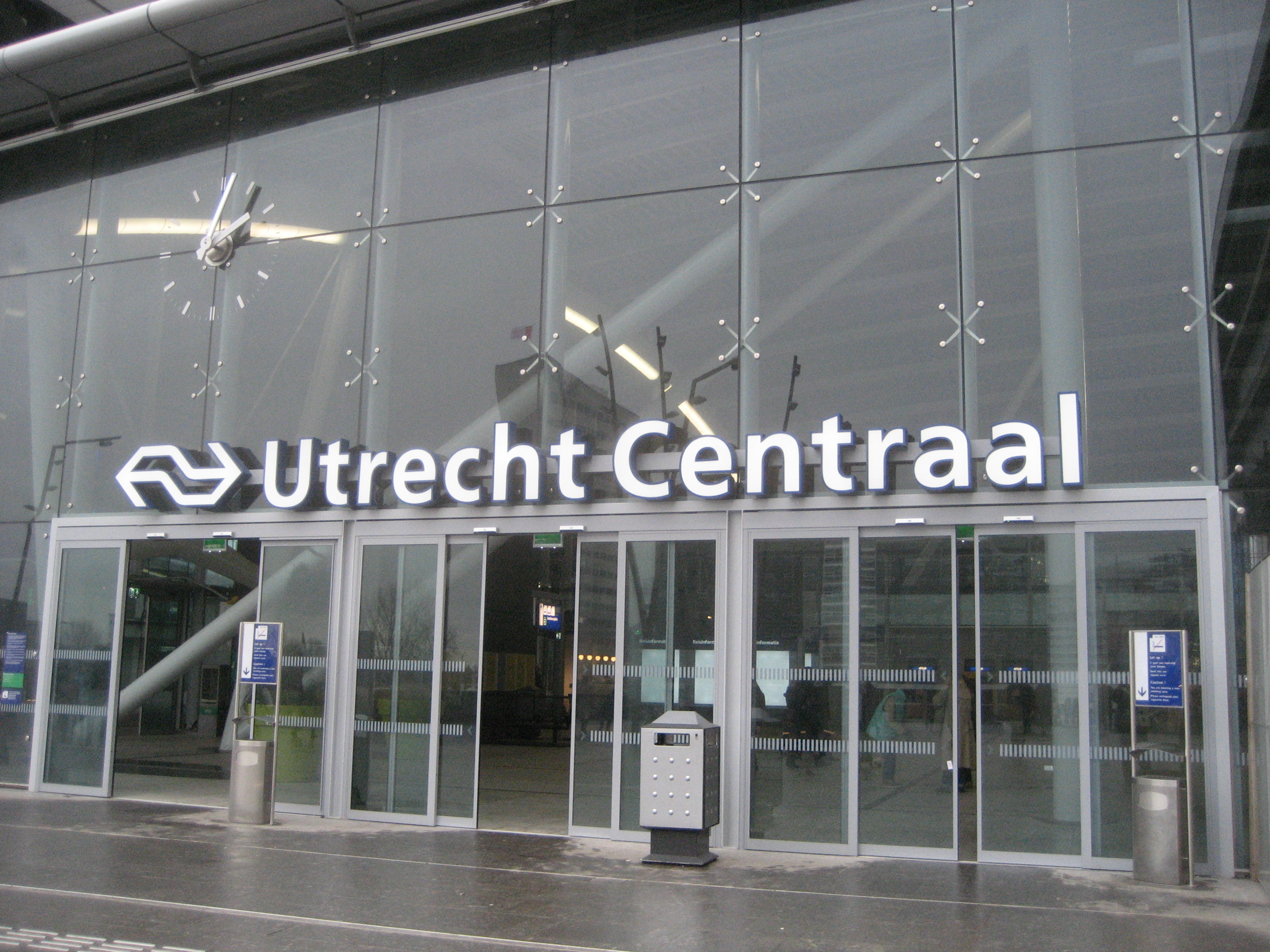
Ingang Jaarbeurszijde

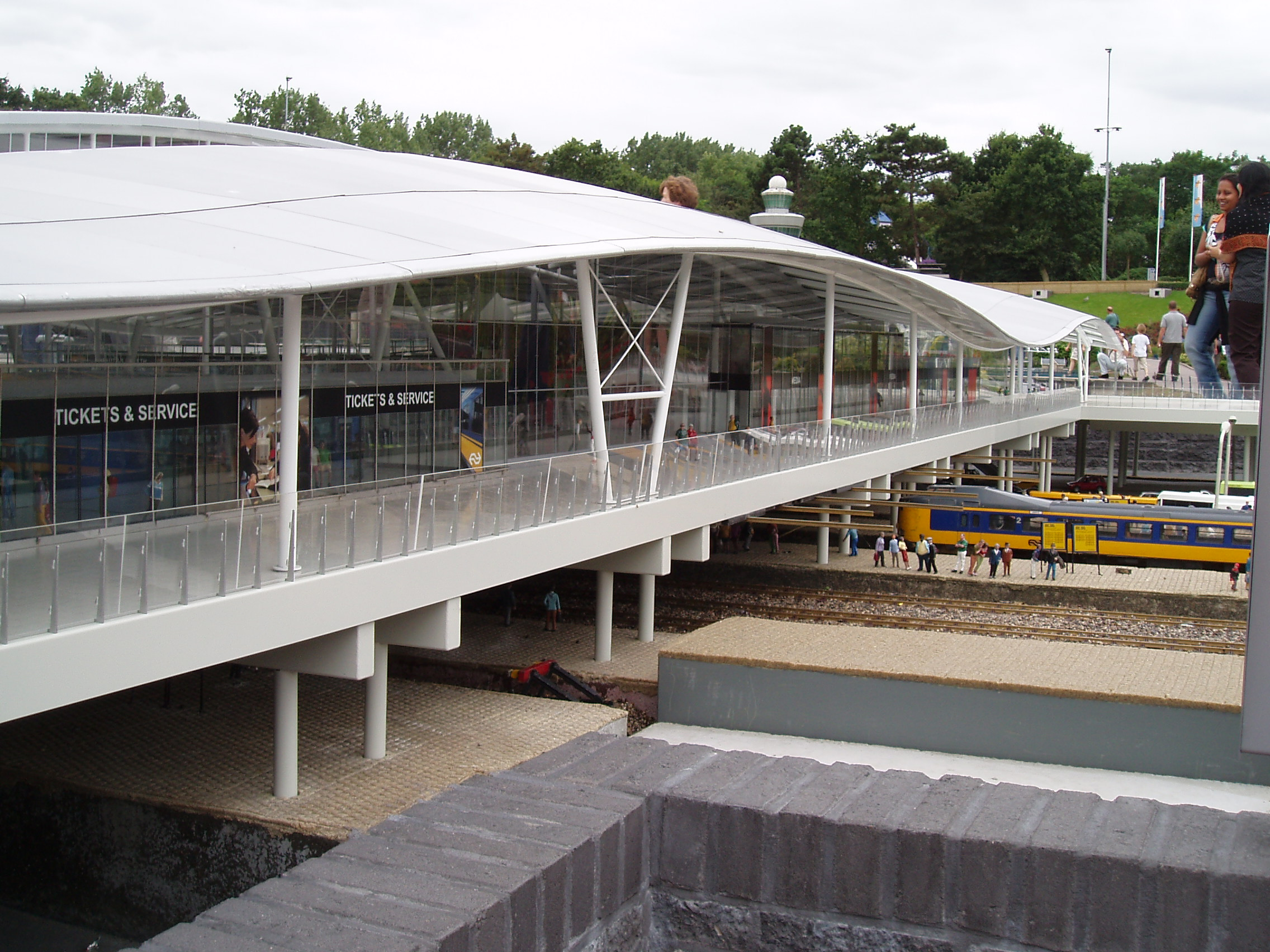
Schaalmodel 1:25 van de ov-terminal in Madurodam

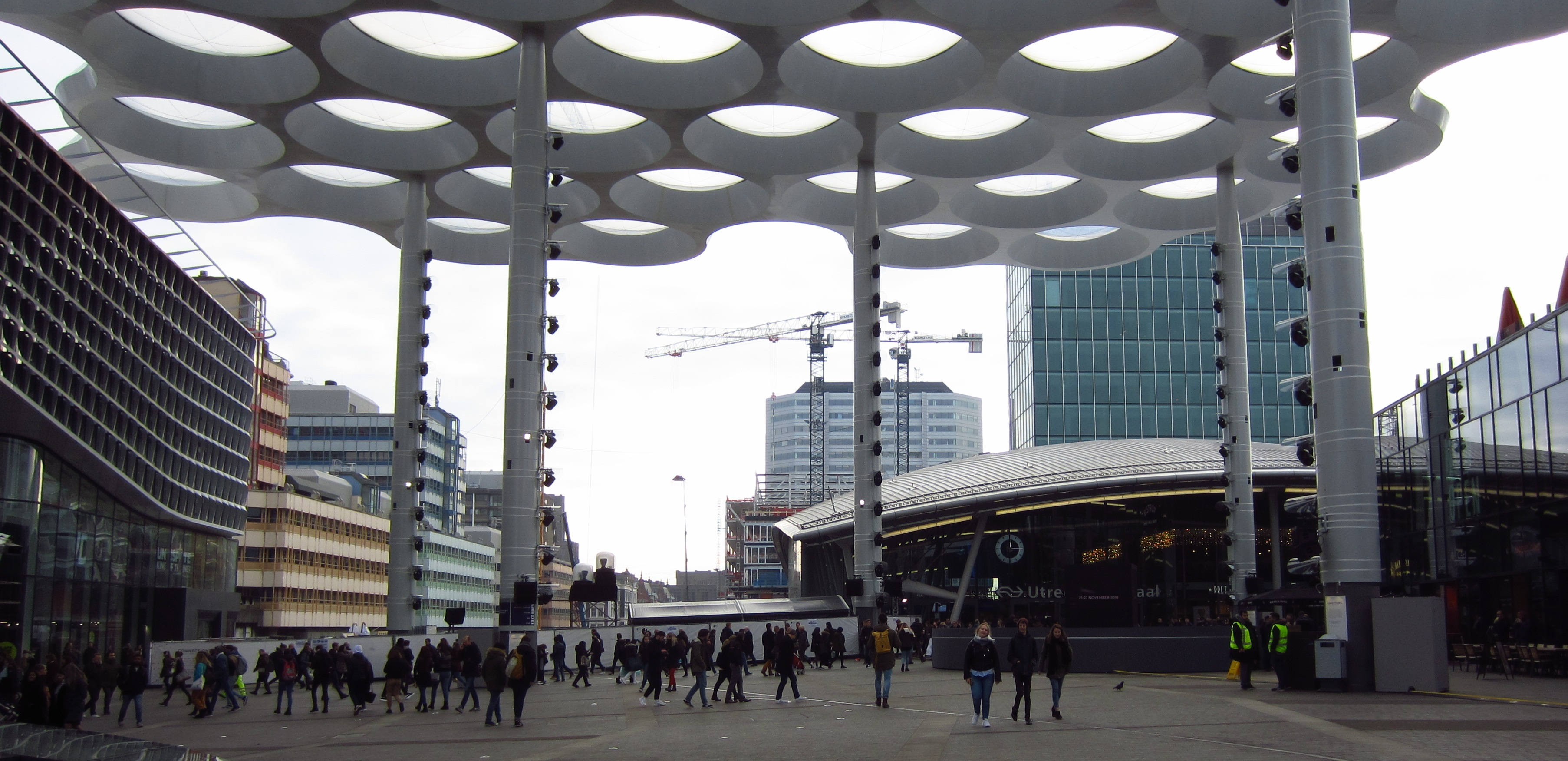
Stationsplein

Station Utrecht Centraal is het centraal station van de stad Utrecht, de hoofdstad van de Nederlandse provincie Utrecht. Het station is het knooppunt in het Nederlandse spoornet waar de meeste hoofdlijnen samenkomen, en is mede daardoor in oppervlakte en reizigersaantallen het grootste van Nederland.

## Algemeen
Het station ligt ten westen van de Utrechtse binnenstad. In 2014 stapten er op het station dagelijks circa 176.292 reizigers in of uit in meer dan 900 vertrekkende treinen per dag. Met jaarlijks 57 miljoen reizigers is Utrecht Centraal het drukste station van Nederland. Nabij het Utrechtse Centraal Station bevinden zich de Hoofdgebouwen I, II, III (de Inktpot) en IV van de Nederlandse Spoorwegen en ProRail. Het station is tot en met december 2016 verbouwd en uitgebreid tot ov-terminal, "een integraal centraal station dat binnen één gebouw de afhandeling regelt voor trein, sneltram en bus." De sporen worden in het midden overdekt door de grote stationshal. De sporen 4 en 5 worden deels ook overdekt door de Katreinetoren en het Rayongebouw van NS Reizigers (Laag Katreine). Beide gebouwen zijn over deze sporen heen gebouwd (zie ook de foto in de fotogalerij onderaan). De kopsporen 1 tot en met 3 worden grotendeels overdekt door het Paviljoen, een gebouw met horeca-ketens in eigendom van de eigenaar van Hoog Catharijne, en door een klein stuk van het Noordgebouw. Die beide gebouwen staan aan het stationsplein van Utrecht.

## Indeling
Het station telt acht perrons en zestien perronsporen (waarvan vier kopsporen). Parallel aan de treinperrons zijn er nog twee busperrons aan de Jaarbeurszijde. Aan de centrumzijde is een bus-tramstation, onderverdeeld in een busperron en twee tramperrons. De stationshal bevindt zich boven de sporen. Aan de (oostelijke) binnenstadzijde eindigt de hal aan een verhoogd stationsplein waar ook de hoofdingang is van Hoog Catharijne. Aan de (westelijke) Jaarbeurszijde eindigt een plateau waar zich de ingang van het stadskantoor bevindt en een zijtoegang tot het Beatrixgebouw van de Jaarbeurs en de hoofdtoegang tot een van de WTC's van Utrecht. Het plateau gaat over in een brede trappenpartij naar het Jaarbeursplein, met aan het plein het Beatrix Theater, en in de directe nabijheid het hallencomplex van de Jaarbeurs, een hotel en diverse kantoren.
Vanaf het deel van de stationshal buiten de poortjes aan de Jaarbeurszijde zijn de twee busperrons bereikbaar via twee zijuitgangen aan de zuidzijde (één per busperron).

## Verbouwing tot ov-terminal

### Ideeën
Sinds ongeveer 2000 bestonden er plannen om het station uit te breiden en te verbouwen tot een moderne en toekomstvaste ov-terminal, berekend voor 100 miljoen reizigers per jaar. Het college van Utrecht heeft ingestemd met het definitieve ontwerp voor de nieuwe "OV-Terminal": een integraal centraal station dat binnen één gebouw de afhandeling regelt voor trein, sneltram en bus. De ov-terminal zal naar verwachting het drukste station van Nederland blijven. Het toenmalige station verwerkte ongeveer 65 miljoen reizigers per jaar. Naar verwachting zal het aantal reizigers doorgroeien naar ongeveer 100 miljoen per jaar tussen 2025-2030. Deze verwachtingen hangen samen met de voortgaande groei van de stad Utrecht, onder meer door de ontwikkeling van de Vinex-locatie Leidsche Rijn waarvoor tevens Randstadspoor is ontwikkeld. Bovendien zou met de (inmiddels gerealiseerde) verplaatsing van het busstation naar de westzijde van het station, het aantal busreizigers dat door het stationsgebied loopt, waarschijnlijk gaan toenemen.
In 2011 zijn de werkzaamheden aan het station begonnen. Deze namen vijf jaar in beslag. De verbouwing had als oorspronkelijke aanleiding het concept van de Nieuwe Sleutelprojecten geïnitieerd door het voormalige Ministerie van VROM. "De Nieuwe Sleutelprojecten zijn integrale stedelijke projecten op en rond de stations Amsterdam-Zuid/WTC, Rotterdam Centraal, Utrecht Centraal, Den Haag Centraal, Arnhem Centraal en Breda Centraal. Met de aanleg van de hogesnelheidslijn (HSL) krijgen deze stations een bijzondere positie". "De projecten versterken de internationale concurrentiepositie van Nederland en ondersteunen de vorming van stedelijke netwerken." Een van de beleidsdoelen was dan ook: "Een hoogwaardige bereikbaarheid realiseren. Stations met hun omgeving moeten integraal worden ontwikkeld tot toplocaties voor wonen, werken en voorzieningen."
Er waren speciale voorzieningen gepland voor de HSL-Oost, een geplande hogesnelheidslijn tussen Amsterdam, Utrecht, Arnhem en het Ruhrgebied, die echter niet is gerealiseerd vanwege de relatief beperkte reistijdwinst die er te behalen was. De spoorlijn tussen Amsterdam Bijlmer Arena en Utrecht is, op de beveiliging na, technisch wel geschikt gemaakt voor hogere snelheden tot 200 km/h. De integrale ontwikkeling van de stationsomgeving is voor Utrecht gehandhaafd gebleven omdat er andere belangrijke redenen voor de ontwikkeling zijn, zoals de herstructurering van het centrumgebied en het toenemend inwonertal. De verbouwing van het station is in dat kader een van de projecten binnen de plannen aanpak stationsgebied.

### Ontwerp
De opdracht voor het Definitief Ontwerp is gegeven aan ProRail. Het ontwerp, gemaakt door Benthem Crouwel Architecten en Movares, is in december 2005 aangeboden aan de beide opdrachtgevers, de gemeente Utrecht en het ministerie van Verkeer en Waterstaat. Daarna is een toetsing gestart met onder meer diverse gemeentelijke diensten, Rijkswaterstaat, Bestuur Regio Utrecht, hulpdiensten en private partners.
Van de nieuwe ov-terminal is op 12 juli 2007 een schaalmodel 1:25 onthuld in Madurodam. Het station is daarmee het eerste gebouw in Nederland dat al in Madurodam te zien was voordat het in werkelijkheid bestond.
.
De terminal kan in een zeker opzicht worden gezien als een enorm rechthoekig plateau dat een overdekte en gesloten overspanning is vanaf het nieuwe stationsplein aan de oostelijke zijde tot aan het Jaarbeursplein en het Beatrixgebouw aan de westelijke zijde. Waar de overkluizing van de sporen voorheen varieerde in breedte (de Jaarbeurstraverse was in vergelijking met de stationshal bijvoorbeeld vrij smal) vormt de ov-terminal in volle breedte (begrensd door stadskantoor aan de noordzijde en de Katreinetoren aan de zuidzijde) een overdekt plateau tussen het Stationsplein en het Jaarbeursplein. De noordelijke rand van deze ov-terminal is een passage die open is, maar wel overdekt. De ov-terminal wordt gekarakteriseerd door het, over de gehele lengte én breedte, golvende of gebogen dak.
De parallel gelegen bus-perrons zijn in het ontwerp opgenomen als gelijkwaardige perrons: ze hebben dezelfde perronkappen, de trapopgangen zijn esthetisch op precies dezelfde manier afgewerkt, ze zijn binnen de hal, net zoals de treinperrons, bereikbaar met liften en (rol)trappen en ook de banken en de overige zitjes zijn hetzelfde als op de treinperrons. De betegeling verschilt wel: in tegenstelling tot de treinperrons hebben de busperrons gewone betegeling. De terminal kenmerkt zich ook door een grotere overzichtelijkheid: opgangen tussen de hal en de trein- en busperrons zijn per soort (trappen, roltrappen en liften) op één lijn gezet. In de voorgaande situatie was dit niet het geval, onder meer omdat de busstations en de sneltram-haltes geen onderdeel uitmaakten van het station zelf, maar van het Hoog Catharijne-complex.
Tot aan de eeuwwisseling was Utrecht Centraal telkens gedeeltelijk uitgebreid en vernieuwd, en het station was een lappendeken van uiteenlopende bouwstijlen uit verschillende perioden geworden. Voor het nieuwe station is een totaalontwerp gemaakt, waarbij het gehele station in één uniforme stijl is uitgebreid en vernieuwd. Ook de Noordertunnel (2010) en de Middentunnel (2018) zijn vernieuwd in dezelfde stijl. De Utrechtse ov-terminal deelt enkele overeenkomsten met een luchthaventerminal, zoals een bovenverdieping met horeca voor de mensen die wat meer tijd hebben, de aanwezigheid van veel winkels, en een wandelpromenade aan de noordzijde, in dit geval met uitzicht op de vertrekkende en aankomende treinen. Ook aan de zuidzijde is er goed uitzicht op de treinen en bussen. 
Sinds de voltooiing van de ov-terminal en de voltooiing van het Prorail-project DoorStroomStation Utrecht (waarbij perrons verbreed zijn en diverse sporen zijn verlegd) is er aan stationsbebouwing weinig van de oude situatie te herkennen. Alleen de ligging van sommige roltrappen, sporen en perronkappen, de beide reizigerstunnels, en de oudere gebouwen in de nabijheid zoals de Katreinetoren, zijn referentiepunten voor de vroegere situatie.

### Details
Het aanvankelijke plan was de eindhalte van de sneltram te verplaatsen van de oostkant naar de westkant van het station (Jaarbeursplein). Toen er sprake was van de aanleg van een tramlijn naar de Uithof, die verbonden werd met de bestaande sneltram, is besloten de tramhaltes aan de oostzijde te houden (bij busstation Centrumzijde). Aan de westzijde van de ov-terminal komen de meeste bussen, vooral doordat de naar het zuiden leidende busbaan werd verplaatst van de oostkant van het station naar de westkant, waarbij de zuidelijke busbaan aan de oostzijde is verbouwd tot sneltrambaan richting de Uithof. Aan de oostzijde bleef een klein busstation gehandhaafd voor bussen die niet vanaf het station in zuidelijke richting gaan.
Het station zelf heeft een ruime lichte hal met grote glazen gevels. Door de opening van een nieuw (verhoogd) stationsplein in februari 2018 is het Centraal Station nu anders dan voorheen fysiek gescheiden van het winkelcentrum Hoog Catharijne.
Omdat de oude perrons 1/2 en 3/4 te smal waren voor de reizigersstroom zijn deze verbreed. De sporen 1, 2 en 3 zijn daartoe enkele meters in oostelijke richting opgeschoven. Hiervoor moest een fietspad verdwijnen en ging de onder deze sporen liggende fietsenstalling tijdelijk dicht. De fietsenstalling is in 2017 aangesloten op een nieuwe fietsenstalling: een ondergrondse fietsenstalling met drie niveaus, onder het verhoogd liggende nieuwe stationsplein. Deze fietsenstalling is op 19 augustus 2019 volledig in gebruik genomen en was op dat moment de grootste ter wereld met 12.500 stallingplaatsen. Door deze stalling loopt ook een doorgaande route voor fietsers in noordelijke en zuidelijke richting. De middentunnel van het station komt uit op deze fietsenstalling, zodat reizigers die per fiets aankomen weer een snelle looproute hebben tussen de fietsenstalling en de perrons. Via de oudere fietsenstalling onder spoor 1 t/m 3 (omgebouwd tot afgiftepunt van OV-fietsen in de grote fietsenstalling) is de Noordertunnel ook bereikbaar. Aan de Jaarbeurszijde is in 2014 ook een 'ondergrondse' stationsfietsenstalling geopend met drie niveaus waar plaats is voor 4.200 fietsen: deze bevindt zich onder de trappenpartij tussen het Jaarbeursplein en de ov-terminal.
Bij de bouw was een van de uitgangspunten dat de onderbouw (fundering, moerbalken etc.) van de oude stationshallen gebruikt zou worden voor de nieuwe ov-terminal. Alleen de uitbreidingsdelen hebben daarom een nieuwe onderbouw; grote delen van de ov-terminal zijn gebouwd op fundering en moerbalken uit 1969, 1973, 1989 en 1995. De meeste roltrappen zijn op dezelfde plek gebleven; de nieuwe, grotere liften zijn geplaatst in de openingen die achterbleven bij het verplaatsen van de trappen. De liften staan daardoor nu centraal in de hal en centraal ten opzichte van de perrons. De trappen naar de noordelijke a-helften van de perrons zijn geplaatst op de plekken waar voorheen de liften zich bevonden.
Utrecht heeft sinds 1948 twee perrontunnels: de Noordertunnel en de Zuidertunnel. De Noordertunnel ligt ten noorden van het stationsgebouw, de Zuidertunnel lag tot 1973 ten zuiden van het toenmalige stationsgebouw (maar wel centraal ten opzichte van de a- en b-zijden van de perrons). Sinds de sloop van dat gebouw in 1975 kwam de Zuidertunnel ten opzichte van de nieuwe stationsomgeving juist steeds meer centraal te liggen (in plaats van zuidelijk). Sinds de bouw van de ov-terminal wordt ook officieel de naam Middentunnel gebruikt in plaats van Zuidertunnel.

#### Moreelsebrug
Ten zuiden van het station is op 16 december 2016 een nieuwe fiets- en voetgangersbrug over de sporen geopend.

### Gefaseerde ingebruikname
Op zondag 3 februari 2013 is het eerste gedeelte van de nieuwe stationshal geopend (bouwstap 1), dit betrof een uitbreidingsdeel naast de toenmalige Jaarbeurstraverse over het voormalige goederensporenterrein dat al jaren als parkeerterrein voor het NS-personeel werd gebruikt. In dit gedeelte bevinden zich onder meer de (rol)trappen en liften naar de busperrons aan de Jaarbeurszijde.
In het najaar van 2013 werd het tweede gedeelte van de hal geopend (bouwstap 2), dit betreft het gedeelte ter hoogte van de OV-servicewinkel centrumzijde, en het gedeelte naar de sporen 5 en 7 en de Katreinetoren (het kantoorgebouw van NS dat direct aan het stationscomplex grenst). Voor de verbouwing zat in dit gedeelte onder meer het stationsrestaurant 'De Tijd' en een bloemenzaak.
Op 31 juli 2015 is het derde gedeelte van de stationshal opengegaan (de zogenaamde bouwstappen 3, 4 en 5), en daarmee was de bouw van de hal voor 5/6 deel voltooid. Het kenmerk van dit gedeelte is de lange winkelgalerij met zeer veel eet- en drinkgelegenheden (zowel voor verblijf als om mee te nemen). Daarnaast zijn er ook non-food-artikelen verkrijgbaar zoals in de HEMA of in de Etos. Tegelijk is de poortvrije passage tussen de binnenstad en de Jaarbeurs aan de noordzijde langs de stationshal geopend. Deze is wel overdekt maar aan de zijkant open. Ook aan deze passage zitten winkels. Er zijn verbindingen met de stationshal aan de uiteinden en op één plaats ertussen. Eind 2015 is ook de bovenverdieping in gebruik genomen: hier bevinden zich diverse horecagelegenheden voor reizigers die meer tijd hebben, ook de bagagekluizen bevinden zich op deze verdieping. In 2016 zijn er ook vergaderzalen in gebruik genomen op deze etage.
Tot december 2016 is bouwstap 6 uitgevoerd, in het gedeelte van het station waar de (rol)trappen en liften zijn naar de drukke perrons met de sporen 8 t/m 15. Ook in dit gedeelte zijn er winkels, niet aaneengesloten zoals aan de noordzijde van de terminal, maar als losse units tussen de roltrappen naar de zuidzijde. Er is in het gedeelte van 'bouwstap 6' ook een trap geplaatst zodat mensen rechtstreeks vanuit de hal naar het restaurant en de cafés kunnen op de eerste etage.
De geheel vernieuwde stationshal van Utrecht Centraal is op woensdag 7 december 2016 feestelijk geopend, en de hal werd 'teruggegeven' aan de reiziger.

## Verbetering doorstroming

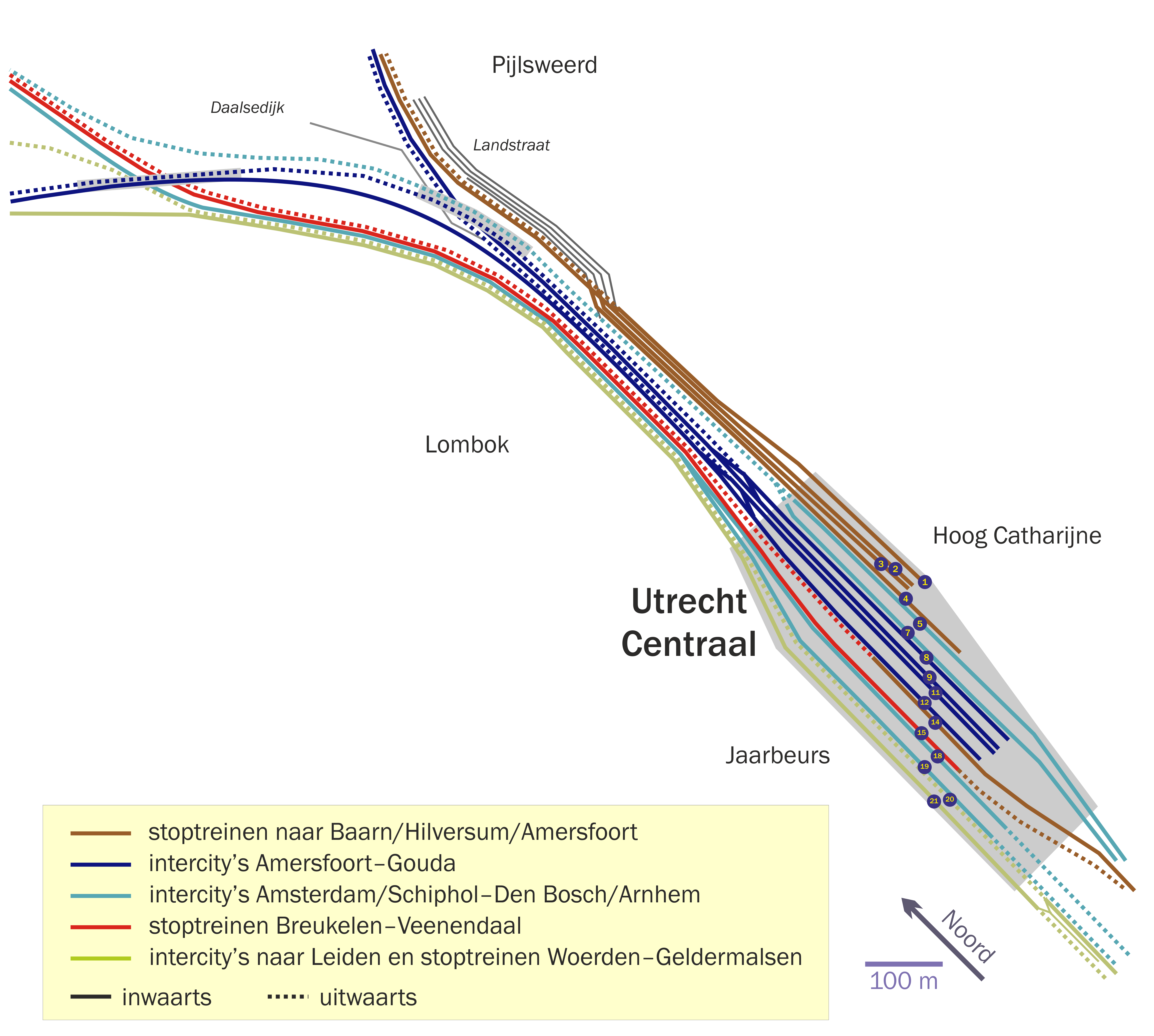
Organisatie van aanvoerlijnen en perronsporen na het project; wissels zijn niet of symbolisch aangegeven

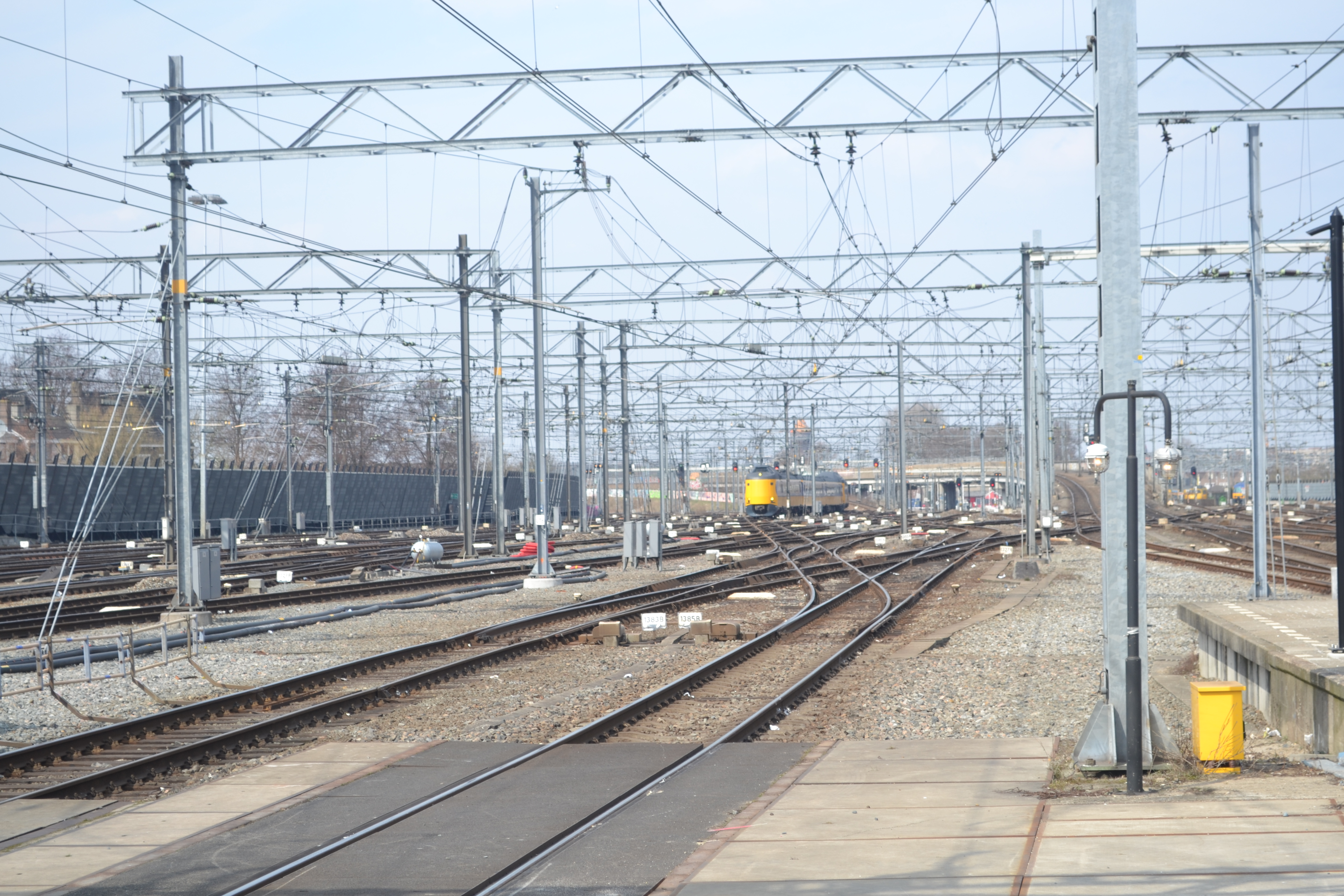
Het emplacement ten noorden van Utrecht Centraal in 2013; tussen 2013 en 2016 werden vrijwel alle wissels hier gesaneerd

Om de doorstroming te verbeteren verwijderde ProRail tussen 2013 en 2016 ruim 130 van de 200 wissels. Staatssecretaris Mansveld van Infrastructuur en Milieu trok hiervoor 270 miljoen euro uit.
De vele wissels hadden de bedoeling het spoorgebruik zo flexibel mogelijk te maken door de treinen uitwijkmogelijkheden te bieden, bijvoorbeeld bij storingen. Van vrijwel elk perron konden treinen uit/in alle richtingen aankomen en vertrekken. De achtergrond van de verwijdering is de gedachte dat het aantal storingen zal verminderen als er minder wissels zijn. Voor elke rijroute is er een beperkt aantal vaste perronsporen, waarbuiten geen andere sporen kunnen worden bereikt. Daarnaast kon de rijsnelheid op de emplacementen worden verhoogd, waardoor zowel reizigers- als goederentreinen minder lang beslag leggen op de spoorcapaciteit. Om ruimte te maken voor de verbreding van de perrons, zijn de sporen 10, 13 en 16/17 verwijderd. Dit waren sporen zonder perron die tussen de perrons en de perronsporen in lagen, en meestal door goederentreinen werden gebruikt. Sommige perronsporen zijn voor deze verbreding iets opgeschoven. Vanaf Utrecht Centraal kunnen in elke richting intercity's en sprinters onafhankelijk van elkaar rijden. Dit was mogelijk door een (tussen 1995 en 2016 reeds) vergroot stelsel van vrije kruisingen en doordat de spoorlijnen naar en van Utrecht Centraal in het kader van andere spoorprojecten over korte tot langere afstand viersporig waren gemaakt. Door deze uitbreidingen was het mogelijk om aan elke corridor en treinsoort een vast perron toe te wijzen.
Het aanpassen van deze spoorweginfrastructuur maakte, onder de naam DoorStroomStation Utrecht (DSSU), deel uit van het Programma Hoogfrequent Spoorvervoer dat als doel heeft om reizigers op de drukste trajecten in de Randstad, Gelderland en Brabant elke tien minuten een trein te kunnen bieden, de zogenoemde tienminutentrein.
In de oude situatie ontstonden er op de perrons vaak opstoppingen van net gearriveerde reizigers bij de roltrappen aan de zuidelijke b-zijde. Dit kwam ook doordat er aan die zijde geen trappen naar boven waren en er geen perrontunnel was. Door de wisselverwijderingen is er geen onderscheid meer tussen een a-helft en een b-helft. Treinen stoppen zoveel mogelijk onder de hal zodat uitstappende reizigers via alle beschikbare (rol)trappen naar boven geleid kunnen worden. Ook de perronverbreding zorgt voor een betere spreiding van de reizigers. Los van het project DSSU (maar in het kader van de verbouwing tot ov-terminal) zijn er in een vroeg stadium van de verbouwing aan de zuidzijde trappen geplaatst zodat ook op deze manier opstoppingen worden voorkomen.
Spoor 4b is in 2016 opgebroken in het kader van DSSU zodat het overblijvende spoor 4a een kopspoor is geworden.

## Voorzieningen

### Kunst op het station
In de stationshal stond een tweetal beelden. In 1939 werd ter gelegenheid van 100 jaar spoorwegen door de Personeelsraad het marmeren gedenkteken Het Verkeer aangeboden, ontworpen door Charles Eyck en uitgevoerd door Jo Uiterwaal. Het kreeg in 2011 een plek in het Spoorwegmuseum. Het standbeeld midden bij het meetingpoint is een werk uit 2005 van Wim Steins, getiteld "l'Incontra". Dit beeld is gemaakt in opdracht van MS Research. De persoon boven op het werk zou wijzen naar een beeldscherm, waarop een nummer stond waarheen een sms verstuurd kon worden. Een deel van het sms-bedrag kwam dan ten goede aan de stichting en het bericht zou verschijnen in het beeldscherm. In 2010 is dit beeld (tijdelijk) verwijderd.
In de hal hangt ook een plaquette voor het gevallen spoorwegpersoneel, ter nagedachtenis aan het spoorwegpersoneel dat omkwam tijdens de Tweede Wereldoorlog. De plaquette hangt nabij de zijingang naar de traverse.
In de midden- en noordtunnel zijn schilderingen aangebracht door Leon Keer (die in de noordtunnel zijn bij de herinrichting in 2009 verwijderd). Tevens is de noordtunnel verfraaid met een mozaïek van Jan Boon uit 1948, dit stamt nog uit de tijd van het stationsgebouw van Van Ravesteyn. De gekleurde vlakken bij de fietsingang aan de bushaltezijde is een ontwerp van Ton van Os en dateert van de uitbreiding in 1986.

### Duurzaamheid
Tussen december 2010 en juni 2012 zijn duurzame perronkappen met zonnecellen geplaatst op drie perrons, respectievelijk langs de sporen 11/12, 8/9 en 5/7. De zonnecellen wekken energie op voor verlichting, roltrappen en liften in de nieuwe ov-terminal, en realiseren een energieopbrengst van ongeveer 85.000 kWh per jaar. Dat is te vergelijken met het energieverbruik van 25 huishoudens. De duurzame energieopwekking levert een CO2-reductie op van 46 ton per jaar. Sinds november 2022 is er een flessenautomaat aanwezig op het station om het aantal weggegooide plasticflesjes te verminderen, het Station Utrecht Centraal is het eerste station in Nederland dat deze mogelijkheid aanbiedt aan reizigers.

### Informatieschermen

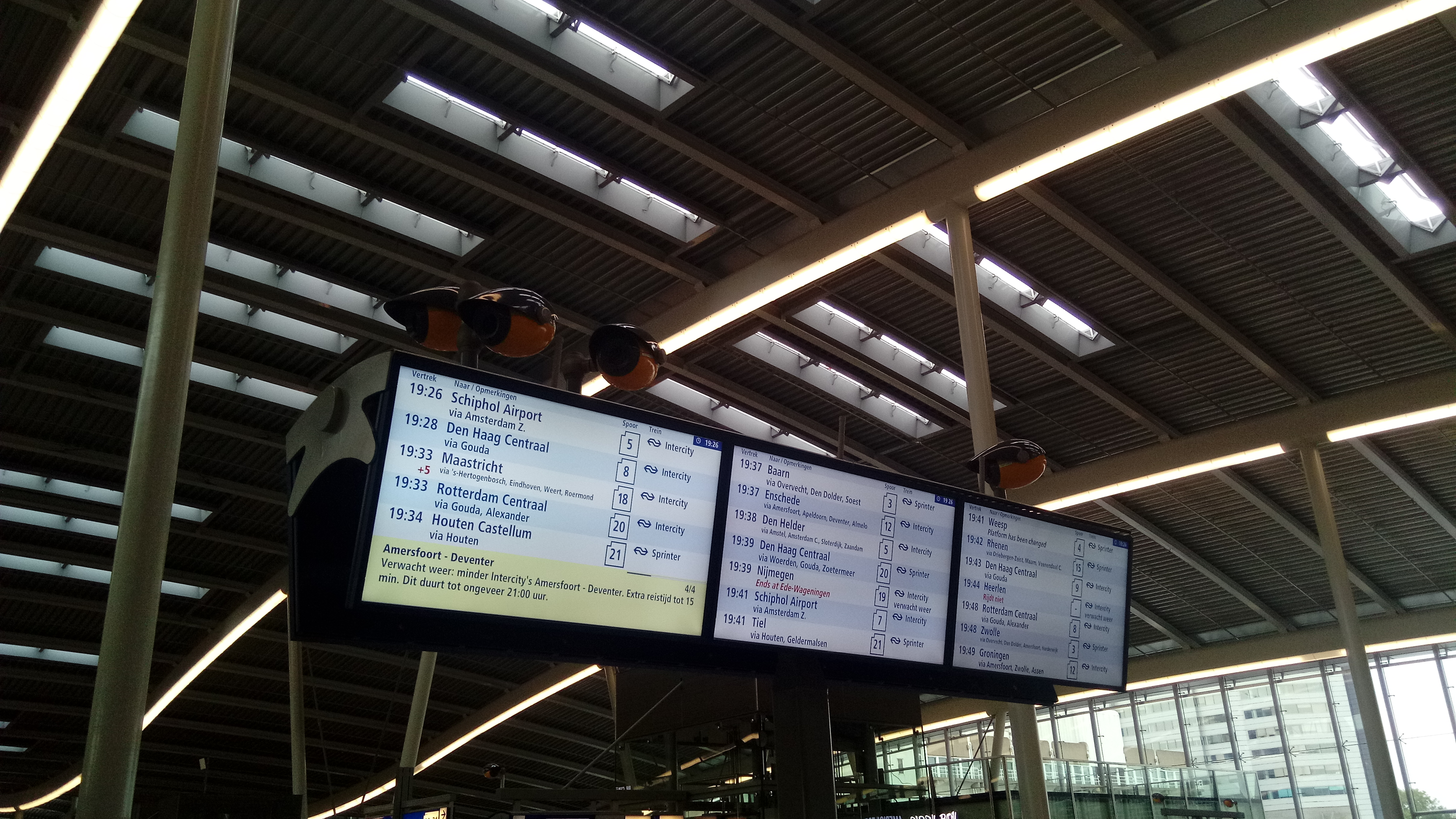
Treinbeeldschermen op Utrecht Centraal

In de ov-terminal hangen door de hal heen en bij alle ingangen treinbeeldschermen. Een voordeel van het gebruik van meerdere kleinere schermen ten opzichte van een groot centraal informatiebord is dat reizigers zich niet concentreren op één plek en daardoor geen looproutes gaan blokkeren. Bij de ingang aan de Jaarbeurszijde zijn deze relatief kleine beeldschermen in december 2016 vervangen door wat grotere exemplaren die van wat grotere afstand zichtbaar zijn.
Sinds 1 februari 2021 is er weer een groot informatiescherm (een meer gedigitaliseerde uitvoering) op het station. Deze heeft een vergelijkbare grootte als de oude klapperbord dat er tot 2011 hing (alleen is de lengte/breedteverhouding anders).

### Horeca
Het station heeft naast afzonderlijke horecazaken ook twee foodcourts.

## Spoorlijnen
Station Utrecht Centraal is gelegen aan de spoorlijnen:
- Staatslijn H (Utrecht – Boxtel)
- Centraalspoorweg (Utrecht – Kampen)
- Spoorlijn Utrecht - Rotterdam
- Rhijnspoorweg (Amsterdam – Elten)

## Treinen
De volgende treinseries stoppen te Utrecht Centraal:
| Serie            | Treinsoort                           | Route | Bijzonderheden |
| ---------------- | ------------------------------------ | --- | --- |
| 100 ICE 43       | Intercity-Express (NS International) | Amsterdam Centraal – Utrecht Centraal – Arnhem Centraal – Oberhausen Hbf – Duisburg Hbf – Düsseldorf Hbf ] / [ Hannover Hbf – Minden (Westf) – Herford – Bielefeld Hbf – Gütersloh Hbf – Hamm (Westf) – Hagen Hbf – Wuppertal Hbf ] – Köln Hbf – Siegburg/Bonn – Frankfurt (Main) Flughafen Fernbahnhof – Mannheim Hbf – Karlsruhe Hbf – Offenburg – Freiburg (Breisgau) Hbf – Basel Bad Bf – Basel SBB | Eén keer per dag tussen Amsterdam en Basel. |
| 120/220 ICE 78   | Intercity-Express (NS International) | Amsterdam Centraal – Utrecht Centraal – Arnhem Centraal – Oberhausen Hbf – Duisburg Hbf – Düsseldorf Hbf – Köln Hbf – Frankfurt (Main) Flughafen Fernbahnhof – Frankfurt (Main) Hbf | Wordt aangevuld door de serie 100 / ICE 43. |
| 500              | Intercity (NS)                       | Den Haag Centraal – Gouda – Utrecht Centraal – Amersfoort Centraal – Zwolle – Assen – Groningen | |
| 600              | Intercity (NS)                       | Leeuwarden – Meppel – Zwolle – Amersfoort Centraal – Utrecht Centraal – Gouda – Den Haag Centraal | |
| 1400             | Intercity (NS)                       | Utrecht Centraal – Amsterdam Centraal – Schiphol Airport – Den Haag HS – Rotterdam Centraal | Nachtnet. In beide richtingen stopt de eerste trein (in beide richtingen rond 1:30 uur) op Amsterdam Bijlmer ArenA. In de nacht van dinsdag op woensdag zijn er werkzaamheden aan de Westtak. Deze serie stopt dan niet op Schiphol Airport. Dat station wordt dan bediend door intercity 11400.                                                                                              |
| 1700             | Intercity (NS)                       | Den Haag Centraal – Gouda – Utrecht Centraal – Amersfoort Centraal – Apeldoorn – Deventer – Almelo – Hengelo – Enschede | Rijdt na 20:00 uur tussen Enschede en Utrecht Centraal en rijdt dan vanaf Utrecht Centraal door als Intercity 2800 naar Rotterdam Centraal. |
| 2000             | Intercity (NS)                       | Rotterdam Centraal – Gouda – Utrecht Centraal | Rijdt tot circa 20:30. Op zaterdagochtend start deze serie op rond 10:00 en op zondagochtend rond 11:00. |
| 2700             | Intercity (NS)                       | Maastricht – Sittard – Roermond – Weert – Eindhoven Centraal – 's-Hertogenbosch – Utrecht Centraal – Amsterdam Centraal – Alkmaar – (Den Helder) | Rijdt van maandag t/m donderdag tot 20:00 uur tussen Alkmaar en Maastricht. Rijdt op vrijdag en in het weekend enkel tussen Alkmaar en Amsterdam Centraal. Tijdens de spits rijden 2 ritten in spitsrichting door van/naar Den Helder. Rijdt niet 's avonds na 20:00. Wordt na 20:00 uur, op vrijdag en in het weekend tussen Amsterdam Centraal en Maastricht vervangen door intercity 2900. |
| 2800             | Intercity (NS)                       | Rotterdam Centraal – Gouda – Utrecht Centraal | s Avonds na circa 21:00, op zaterdagochtend tot circa 9:00 en op zondagochtend tot circa 11:00 rijdt deze serie vanaf Utrecht Centraal door als Intercity 1700 naar Enschede. |
| 2900             | Intercity (NS)                       | Enkhuizen – Hoorn – Amsterdam Centraal – Utrecht Centraal – 's-Hertogenbosch – Eindhoven Centraal – Weert – Roermond – Sittard – Maastricht | Rijdt van maandag t/m donderdag in de vroege ochtend en in de avonduren en rijdt van vrijdag t/m zondag de hele dag en vervangt dan Intercity 3900 tussen Enkhuizen en Amsterdam Centraal en intercity 2700 tussen Amsterdam Centraal en Maastricht. |
| 3000             | Intercity (NS)                       | Nijmegen – Arnhem Centraal – Ede-Wageningen – Veenendaal-De Klomp – Driebergen-Zeist – Utrecht Centraal – Amsterdam Centraal – Zaandam – Alkmaar – Den Helder | Veenendaal-De Klomp wordt alleen na 19:00 bediend door deze serie. |
| 3100             | Intercity (NS)                       | Den Haag Centraal – Leiden Centraal – Schiphol Airport – Amsterdam Bijlmer ArenA – Utrecht Centraal – Veenendaal-De Klomp – Ede-Wageningen – Arnhem Centraal – Nijmegen | Rijdt na circa 22:30, zaterdagochtend tot circa 9:00 en op zondagochtend tot circa 10:00 niet tussen Nijmegen en Utrecht Centraal v.v. Stopt alleen van vrijdag t/m zondag tot circa 19:00 te Veenendaal-De Klomp. |
| 3200             | Intercity (NS)                       | Arnhem Centraal – Ede-Wageningen – Utrecht Centraal – Amsterdam Zuid – Schiphol Airport – Leiden Centraal – Den Haag HS – Delft – Rotterdam Centraal | Stopt niet te Schiedam Centrum. Rijdt alleen van maandag tot en met donderdag tot circa 19:00. |
| 3500             | Intercity (NS)                       | Dordrecht – Rotterdam Centraal – Schiedam Centrum – Delft – Den Haag HS – Leiden Centraal – Schiphol Airport – Amsterdam Zuid – Utrecht Centraal – 's-Hertogenbosch – Eindhoven Centraal – Helmond – Venlo | Rijdt na circa 22:30, op zaterdagochtend tot circa 9:00 en op zondagochtend tot circa 10:00 niet tussen Dordrecht en Utrecht Centraal v.v. |
| 3900             | Intercity (NS)                       | Enkhuizen – Hoorn – Amsterdam Centraal – Utrecht Centraal – 's-Hertogenbosch – Eindhoven Centraal – Weert – Roermond – Sittard – Heerlen | Stopt niet in Zaandam. Rijdt in de avonduren en van vrijdag t/m zondag de hele dag enkel tussen Eindhoven Centraal en Heerlen. Wordt in de avonduren en van vrijdag t/m zondag de hele dag vervangen door intercity 2900. Rijdt van maandag t/m donderdag in de avonduren enkel tussen Sittard en Heerlen en rijdt dan 1x/uur.                                                                |
| 4900             | Sprinter (NS)                        | Utrecht Centraal – Hilversum – Almere Centrum | Stopt niet in Hilversum Media Park en Bussum Zuid. Stopt van maandag t/m vrijdag tussen circa 6:30 en 20:00 uur, op zaterdag tussen circa 10:00 en 20:00 uur en op zondag tussen circa 11:00 en 20:00 uur niet te Hollandsche Rading. |
| 5500             | Sprinter (NS)                        | Utrecht Centraal – Den Dolder – Baarn | Rijdt 's avonds en in het weekend 1x per uur. |
| 5600             | Sprinter (NS)                        | Utrecht Centraal – Utrecht Overvecht – Amersfoort Centraal – Zwolle | |
| 5700             | Sprinter (NS)                        | Utrecht Centraal – Hilversum – Weesp – Amsterdam Zuid – Schiphol Airport – Hoofddorp – Leiden Centraal | Rijdt niet na 20:00 uur. Rijdt vrijdag en in het weekend niet tussen Hoofddorp en Leiden Centraal. |
| 6000             | Sprinter (NS)                        | Den Haag Centraal – Gouda – Utrecht Centraal – Geldermalsen – 's-Hertogenbosch | Rijdt alleen na 18:00 uur en van vrijdag t/m zondag. |
| 6700             | Sprinter (NS)                        | Leiden Centraal – Alphen a/d Rijn – Woerden – Utrecht Centraal – Geldermalsen – Tiel | Rijdt alleen na 18:00 uur en van vrijdag t/m zondag. Rijdt non-stop tussen Woerden en Utrecht Centraal. |
| 6900             | Sprinter (NS)                        | Den Haag Centraal – Gouda – Utrecht Centraal – Geldermalsen – Tiel | Rijdt alleen van maandag t/m donderdag tot 18:00 uur. |
| 7300             | Sprinter (NS)                        | Breukelen – Utrecht Centraal – Driebergen-Zeist – Veenendaal Centrum – Rhenen | |
| 7400             | Sprinter (NS)                        | Uitgeest – Zaandam – Amsterdam Centraal – Breukelen – Utrecht Centraal – Driebergen-Zeist | Rijdt alleen tijdens de brede spitsuren, waarbij net na de ochtendspits en net vóór de middagspits enkel tussen Uitgeest en Utrecht Centraal v.v. wordt gereden. |
| 8800             | Sprinter (NS)                        | Leiden Centraal – Alphen a/d Rijn – Woerden – Utrecht Centraal – Geldermalsen – 's-Hertogenbosch | Rijdt alleen van maandag t/m donderdag tot 18:00 uur. Stopt niet in Vleuten en Utrecht Terwijde. |
| 8900             | Sprinter (NS)                        | (Leiden Centraal – Alphen a/d Rijn – )Woerden – Utrecht Centraal | Rijdt niet in het weekend en na 20.00 uur. Rijdt alleen van maandag t/m vrijdag in de spitsuren van/naar Leiden Centraal en vormt dan tussen Leiden Centraal en Woerden een kwartierdienst met serie 8800. |
| Nachttrein 17300 | Nachttrein (Qbuzz)                   | Dordrecht – Rotterdam Centraal – Rotterdam Alexander – Gouda – Woerden – Utrecht Centraal | Rijdt op vrijdag- en zaterdagnacht twee ritten in beide richtingen. |
| 21400            | Intercity (NS)                       | Eindhoven Centraal – Utrecht Centraal | Nachtnet. Rijdt alleen in de nachten volgend op vrijdag en zaterdag. |
| 21430            | Intercity (NS)                       | Utrecht Centraal – Driebergen-Zeist – Veenendaal-De Klomp – Ede-Wageningen – Arnhem Centraal – Elst – Nijmegen | Nachtnet. Rijdt alleen in de nachten van vrijdag op zaterdag en zaterdag op zondag. Stopt richting Utrecht Centraal niet in Veenendaal-De Klomp en Driebergen-Zeist. |
| 21440            | Intercity (NS)                       | Utrecht Centraal – Amersfoort Centraal | Nachtnet. Rijdt alleen in de nachten volgend op vrijdag en zaterdag. |
| 28300            | Sprinter (NS)                        | Utrecht Centraal – Utrecht Overvecht – Utrecht Maliebaan | Trein naar het Spoorwegmuseum, alleen als dit open is (niet op maandag, behalve tijdens de schoolvakanties) |
| Nachttrein 32710 | Nachttrein (Arriva)                  | Maastricht – Eindhoven Centraal – 's-Hertogenbosch – Utrecht Centraal – Amsterdam Centraal – Schiphol Airport | Rijdt alleen in de nacht van vrijdag op zaterdag. |

## Busstation en sneltram

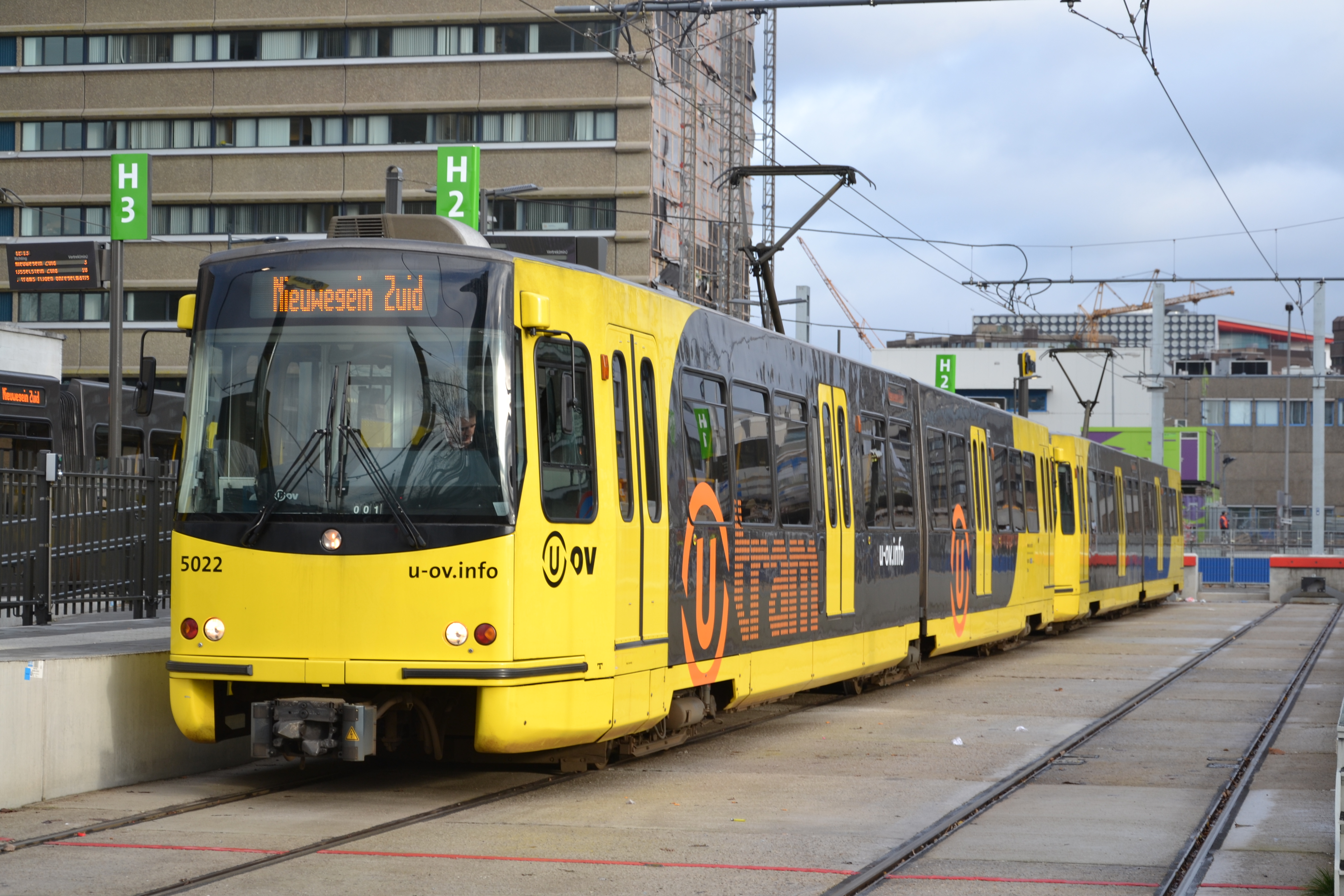
De Utrechtse sneltram op de vertrekhalte op het Jaarbeursplein; 9 december 2013.

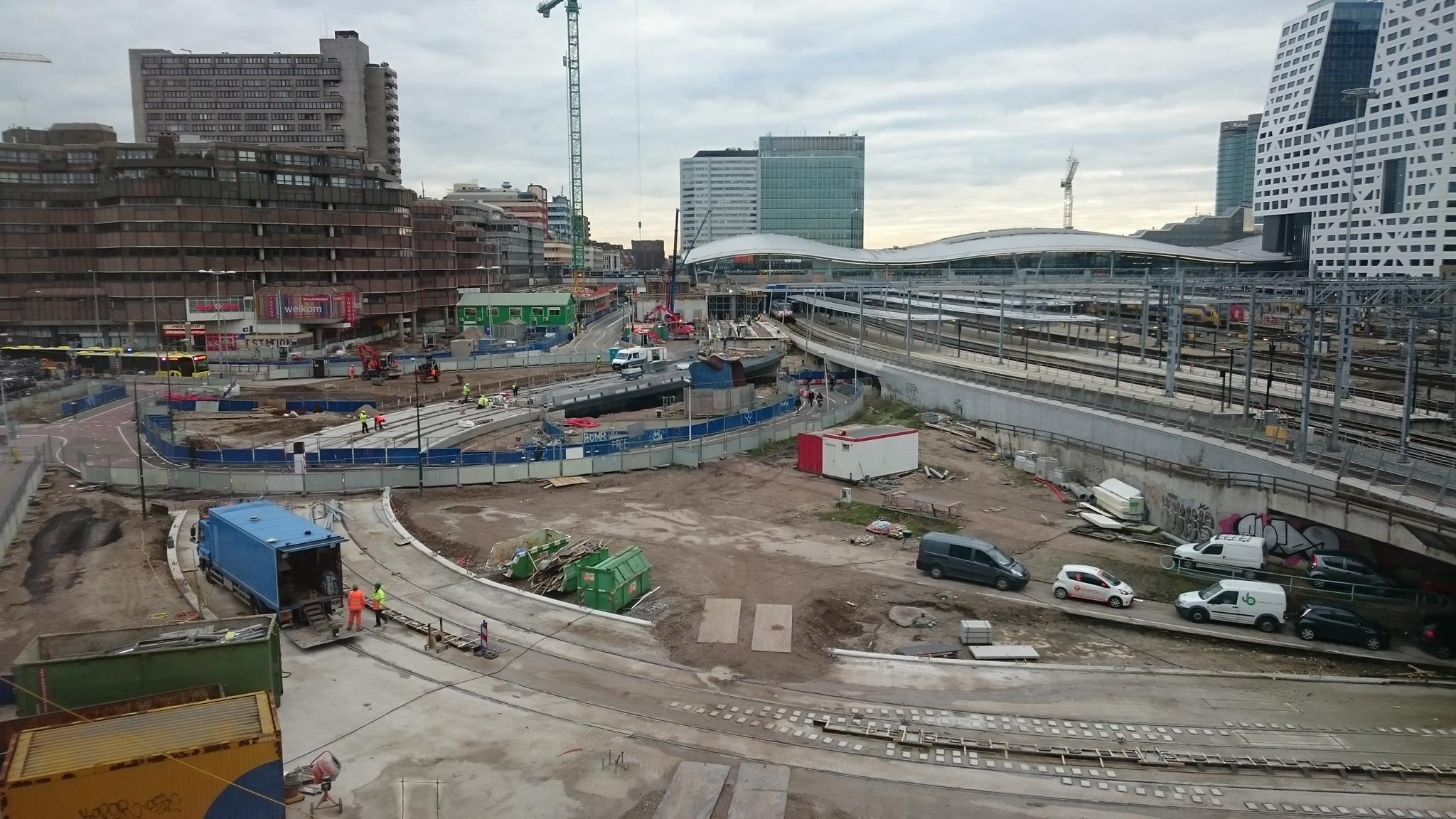
Aanleg tramsporen naar Utrecht Centraal.

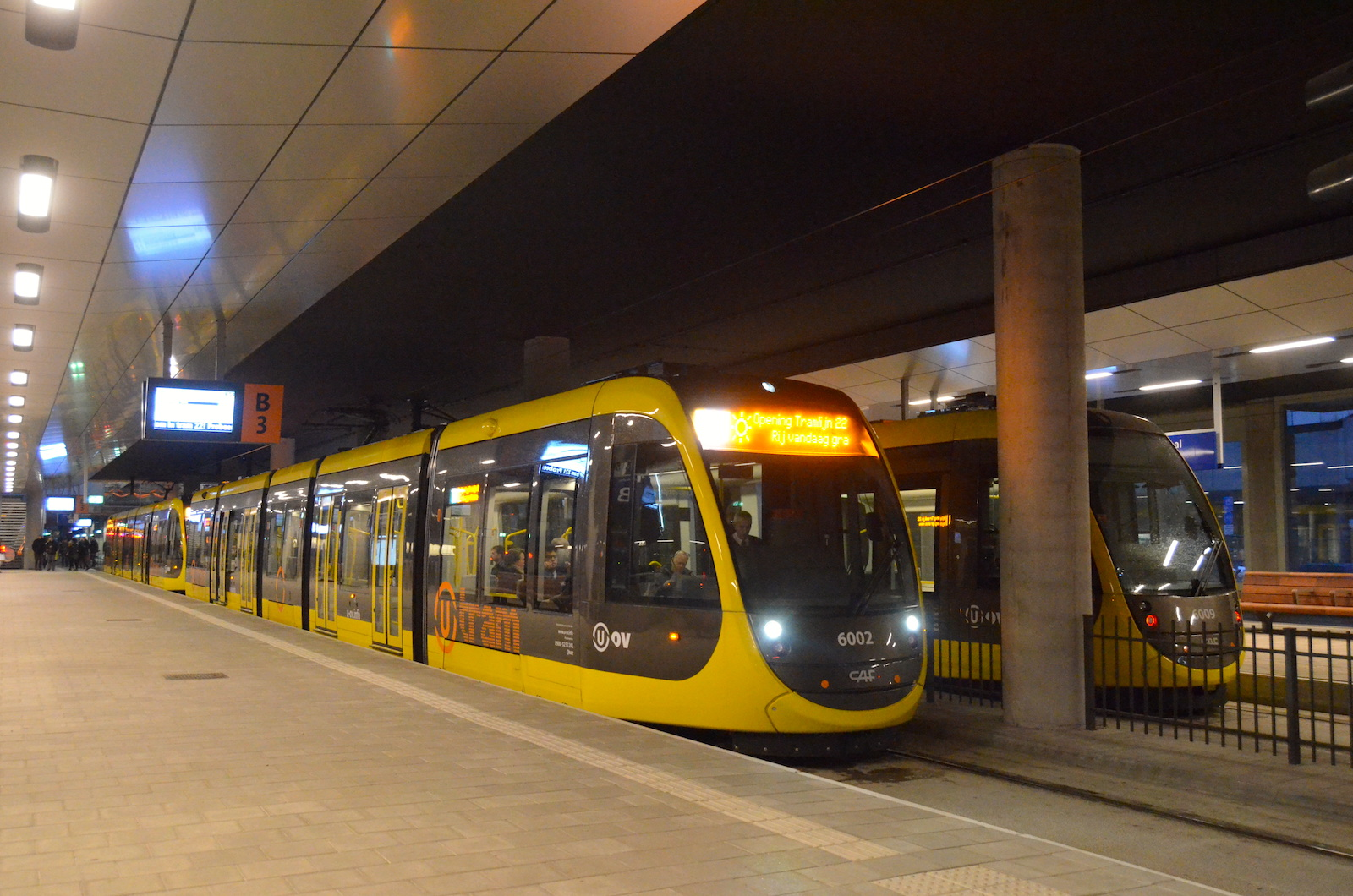
Tramstel 6002 van de Uithoflijn op de halte Utrecht CS Centrumzijde, op de openingsdag; 14 december 2019.

Utrecht Centraal heeft het grootste en drukste busstation van Nederland, een belangrijk knooppunt van stads- en streekbusdiensten. Aan de Jaarbeurszijde van het station bevindt zich het busstation met de naam Jaarbeurszijde. (Van 2015  tot december 2019 was er ook een tijdelijk busstation Jaarbeursplein). Aan de centrumzijde is een gecombineerd bus-/tramstation voor de Uithoflijn en bussen van en naar de binnenstad. Het ligt op maaiveldniveau onder de stationshal, vlak bij het stationsplein. Het is alleen bereikbaar via het hogere voetgangersniveau vanuit de stationshal (en niet vanaf het maaiveldniveau). Vanaf de zomer van 2022 rijden er vanaf station Utrecht Centraal weer trams naar Nieuwegein en IJsselstein, dan vanaf ditzelfde bus-/tramstation, maar ook stoppend aan het eerdere beginpunt, aan de noordkant van het Jaarbeursplein, buiten het station.
Utrecht Centraal is een halte of eindpunt voor in totaal 51 buslijnen:
- 38 buslijnen van Qbuzz, waaronder
  - 34 buslijnen van U-OV
    - Waarvan 5 U-link lijnen
    - En 7 nachtbuslijnen

  - 2 streekBuzz lijnen
  - 2 snelBuzz lijnen
- 2 Brabantliners van Arriva
- 6 streeklijnen (waarvan 1 U-link lijn) en 5 nachtbuslijnen van Syntus Utrecht
- Van al deze bussen zijn er twee buslijnen die door twee vervoerders gezamenlijk worden gereden
  - U-link 50, gereden door U-OV en Syntus
  - streekBuzz 295, gereden door Qbuzz en Syntus

De bussen van U-OV stoppen op busstations Centrumzijde en Jaarbeurszijde. Alle bussen van Arriva en Syntus vertrekken van busstation Jaarbeurszijde, evenals de snel- en streekBuzz lijnen van Qbuzz.

### Geschiedenis
Op 14 december 2015 werd het nieuwe busstation Jaarbeurszijde geopend. Enkele lijnen van Centrumzijde, en de lijnen van toen nog Connexxion en U-OV die op het tijdelijke en in 2015 opgeheven busstation West hun haltes hadden, verhuisden naar dit definitieve busstation. Tegelijkertijd werd er een ander tijdelijk busstation Jaarbeursplein naast de tramhalte in gebruik genomen, de bussen van Arriva vertrokken van dit tijdelijke busstation totdat de Uithoflijn gereed was: dus tot december 2019, toen ontstond er ruimte op busstation Jaarbeurszijde. In april 2016 verhuisde ook buslijn 90 richting Rotterdam Zuidplein van Arriva van busstation Jaarbeursplein naar busstation Jaarbeurszijde.
Op 2 juli 2016 werd het busstation Centrumzijde, het voormalige streekbusstation uit 1971, gesloten.  Daardoor ontstond er ruimte om een nieuw bus- en tramstation voor de Uithoflijn te realiseren. Het nieuwe busstation Centrumzijde werd in december 2018 geopend, en het tramstation een jaar later. Het busstation Jaarbeurszijde was reeds in 2016 voltooid door het gereedgekomen van het tweede grote eilandperron daar, waardoor een groot deel van de bussen naar hun definitieve plaats is verhuisd. Alle lijnen verhuisden naar de Jaarbeurszijde van het station, maar toen nog niet allemaal naar het busstation Jaarbeurszijde. Enkele lijnen verhuisden naar het tijdelijke busstation Jaarbeursplein: de lijnen die later weer terug zouden komen naar de Centrumzijde op het nieuwe gecombineerde bus- en tramstation voor de Uithoflijn. De rest van de lijnen verhuisden naar hun definitieve plaats, namelijk het busstation Jaarbeurszijde. Ook de lijnen 81/181 richting Gorinchem en de lijn 85 naar Leerdam van Arriva verhuisden naar Jaarbeurszijde. De Qliners (387 naar Gorinchem en de lijn 388 naar Dordrecht) + Brabantliners (400 en 401) van Arriva vertrokken toen nog tot december 2019 vanaf busstation Jaarbeursplein.
De Utrechtse sneltram heeft sinds het begin van de verbouwing al twee keer een nieuw beginpunt gekregen rond het Centraal Station: halte Moreelsepark, het oorspronkelijk eindpunt, werd eind 2009 gesloten voor het reizigersverkeer, maar bleef tot vermoedelijk 2013 deels in gebruik als keerpunt voor de trams. Halte Centraal Station was van eind 2009 tot 18 april 2013 het eindpunt, maar ook deze halte moest wijken voor de verbouwing. Vanaf 23 april 2013 is de nieuwe beginhalte van de sneltram halte Jaarbeursplein, de plaats van het voormalige busstation Jaarbeursplein. Bij deze verhuizing is halte Westplein opgeheven, daar het stuk spoor waar deze halte aan lag buiten de route kwam te liggen.
Tussen de tramlijnen aan de Jaarbeurszijde en de centrumzijde is een nieuwe bus- en trambaan aangelegd. Om dit nieuwe tracé aan te kunnen leggen, is het kantoorpand 'Cranenborch' gesloopt. Vanaf daar lopen de bus- en trambaan over de Leidse Rijn en een (druk) fietspad  heen. Ter hoogte van de Van Sijpesteijnkade kruist hij de Leidse Rijn, daarna buigt hij af richting de Leidseveertunnel. Na de tunnel gaat de baan weer over de Leidse Rijn en het dezelfde fietspad heen, richting de stationshal. (De Leidse Rijn is in het centrum tijdens CU2030 grotendeels drooggelegd, maar zal met de ontwikkeling van het Smakkelaarsveld weer worden hersteld.)
Aan de centrumzijde van station Utrecht Centraal is een gecombineerd bus-/tramstation voor de Uithoflijn en bussen van en naar de binnenstad. Sinds 9 december 2018 is het gedeelte voor de bussen in gebruik. Sinds 14 december 2019 is ook het tramstation in gebruik met in het midden van het perron twee keersporen waar de trams van en naar het Science Park kunnen keren. Aan weerszijden bevinden zich de doorgaande sporen voor de trams naar en van Nieuwegein en verder. De vroegere aansluitende busbaan ten zuiden van het tramstation, de Adema van Scheltemabaan uit 1999, is verbouwd tot trambaan. Aan de westzijde van het spoor is in 2016 ter vervanging de "Dichtersbaan"  geopend. Deze vrijliggende busbaan loopt vanaf busstation Jaarbeurszijde direct langs het spoor door tot de Vondellaan.

## Fotogalerij

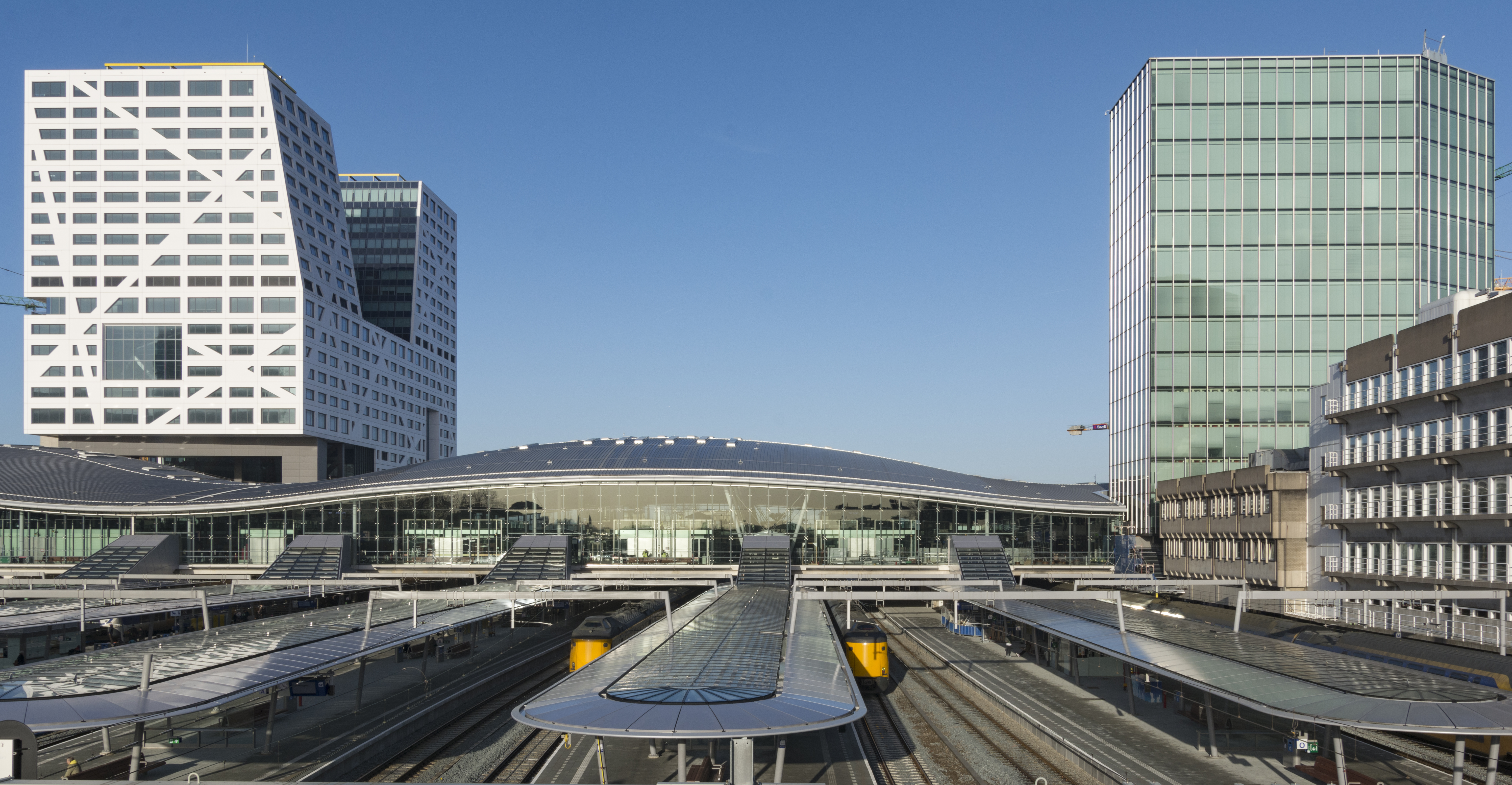
Station Utrecht Centraal met de grote hal boven de sporen, en met rechts, boven de sporen 4 en 5, de Katreinetoren en Laag Katreine, en met links het Stadskantoor van Utrecht.
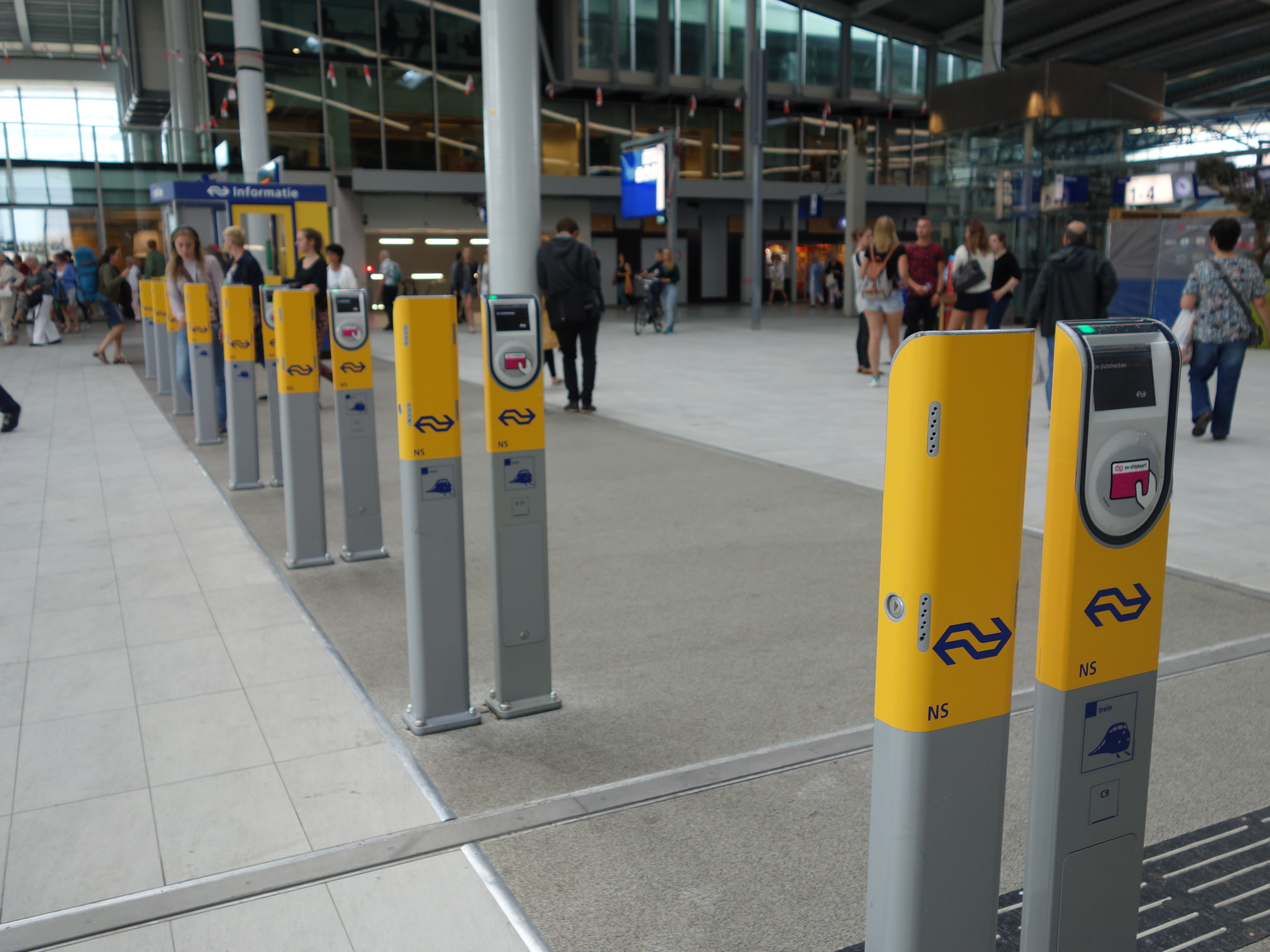
Incheckpaaltjes in de nieuwe hal. De paaltjes zijn later vervangen door poorten; 11 augustus 2015.
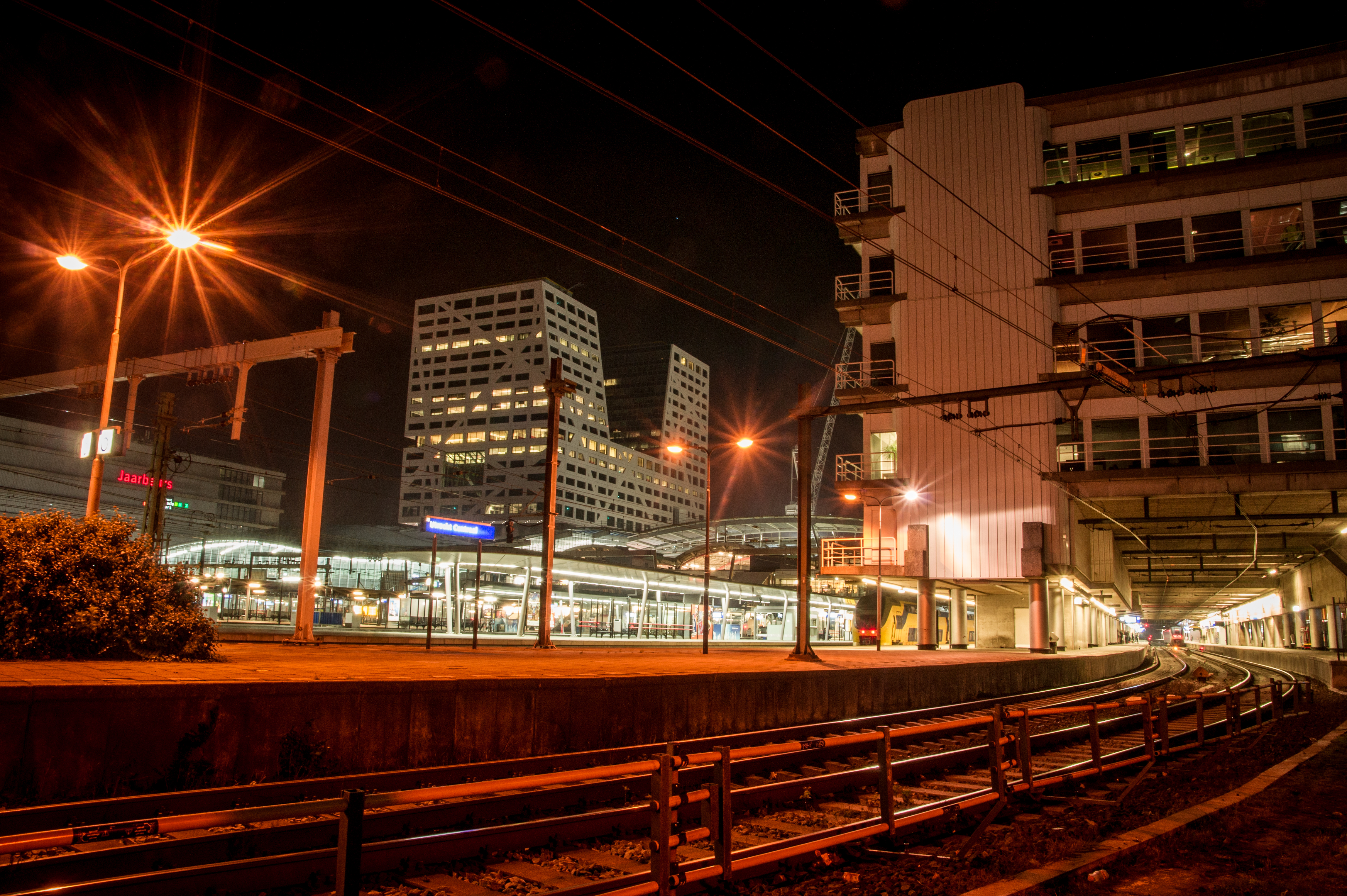
Avondstemming met Stadskantoor en Centraal Station Utrecht; 28 oktober 2014.
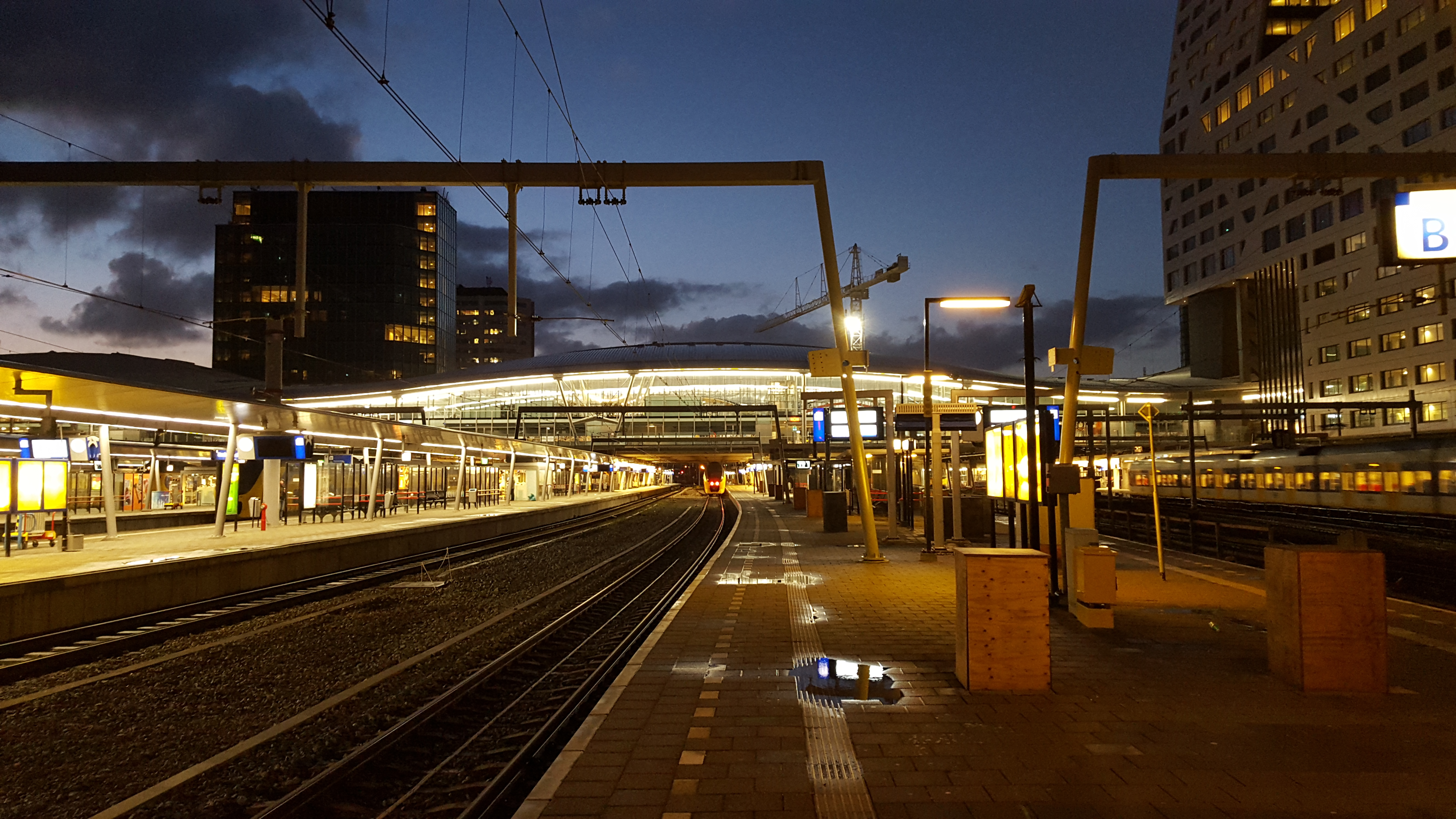
Ochtendstemming op Utrecht Centraal; november 2015
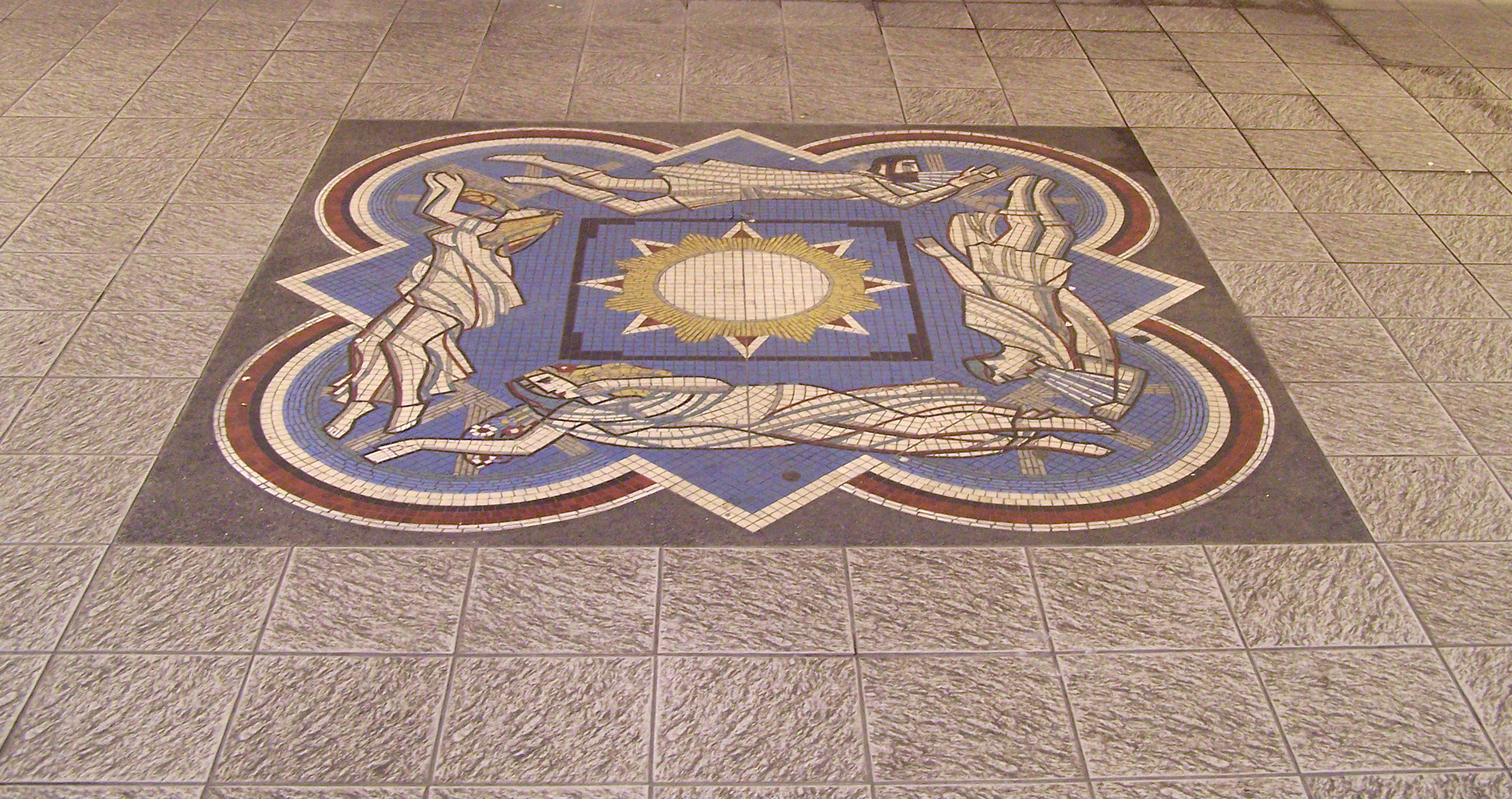
Kunstwerk 'De Vier Windstreken'; 23 mei 2009.

## Ontwikkeling aantal reizigers
Het aantal door NS vervoerde reizigers (per gemiddelde werkdag) ontwikkelde zich sedert 2019 als volgt:
| Jaar | Aantal reizigers |
| ---- | ---------------- |
| 2019 | 272.779          |
| 2020 | 113.918          |
| 2021 | 114.243          |
| 2022 | 188.913          |
| 2023 | 226.708          |
| 2024 | 229.788          |